# Философия

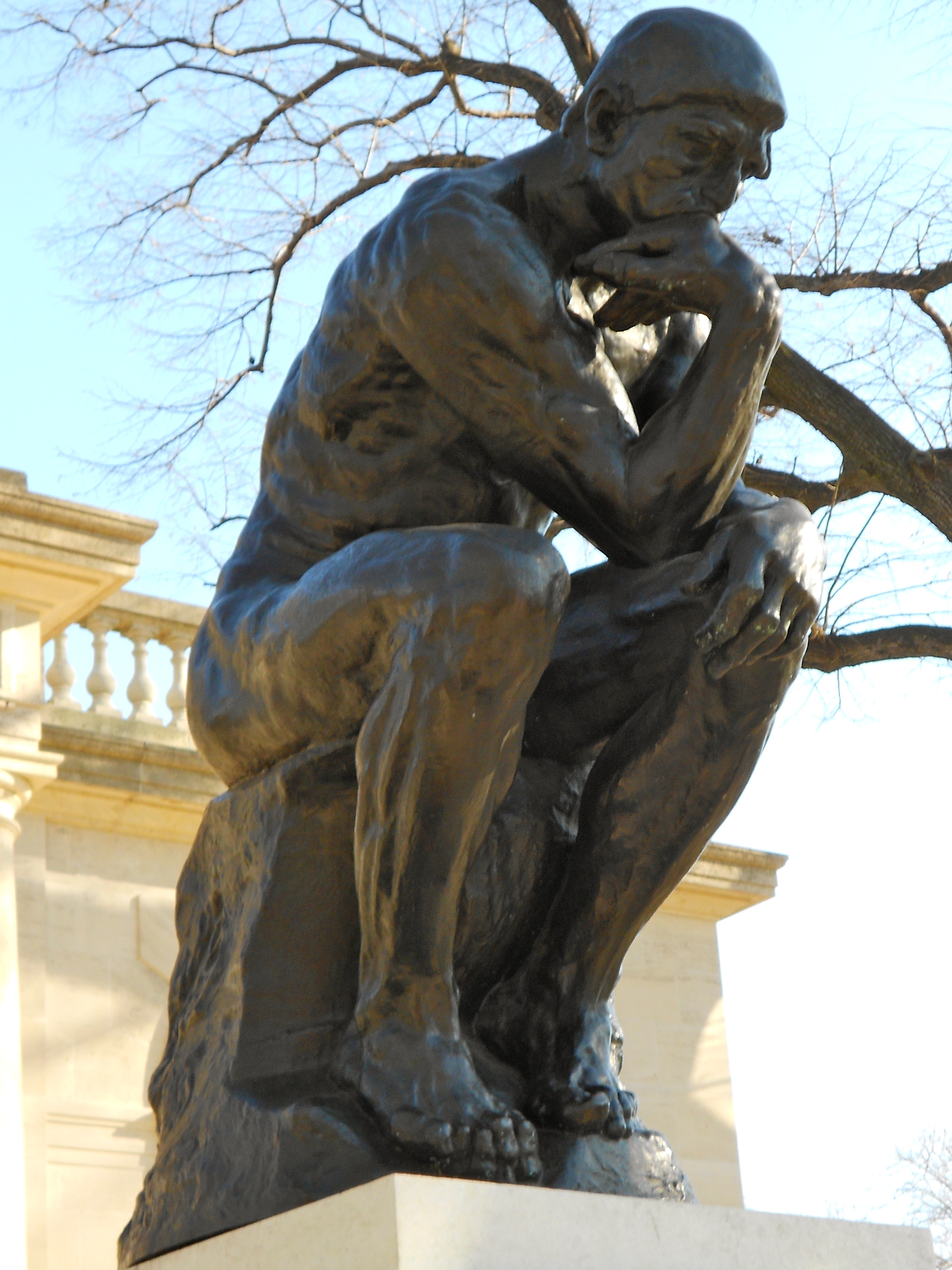
Скульптура «Мыслитель» (Le Penseur) Огюста Родена, которая часто используется в качестве символа философии

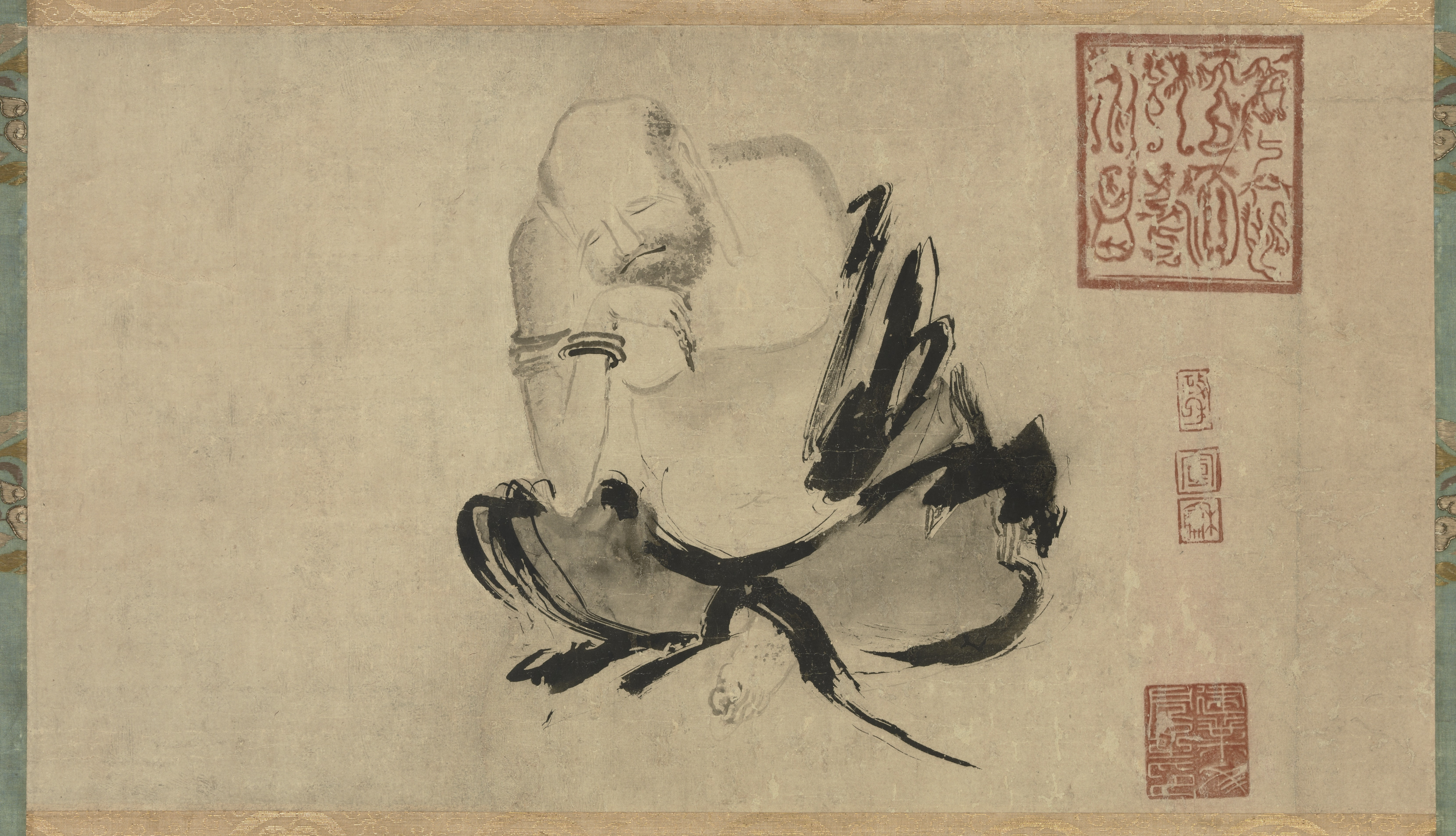
Буддийский философ Хуэйкэ в размышлениях, гравюра китайского художника Ши Кэ, X век

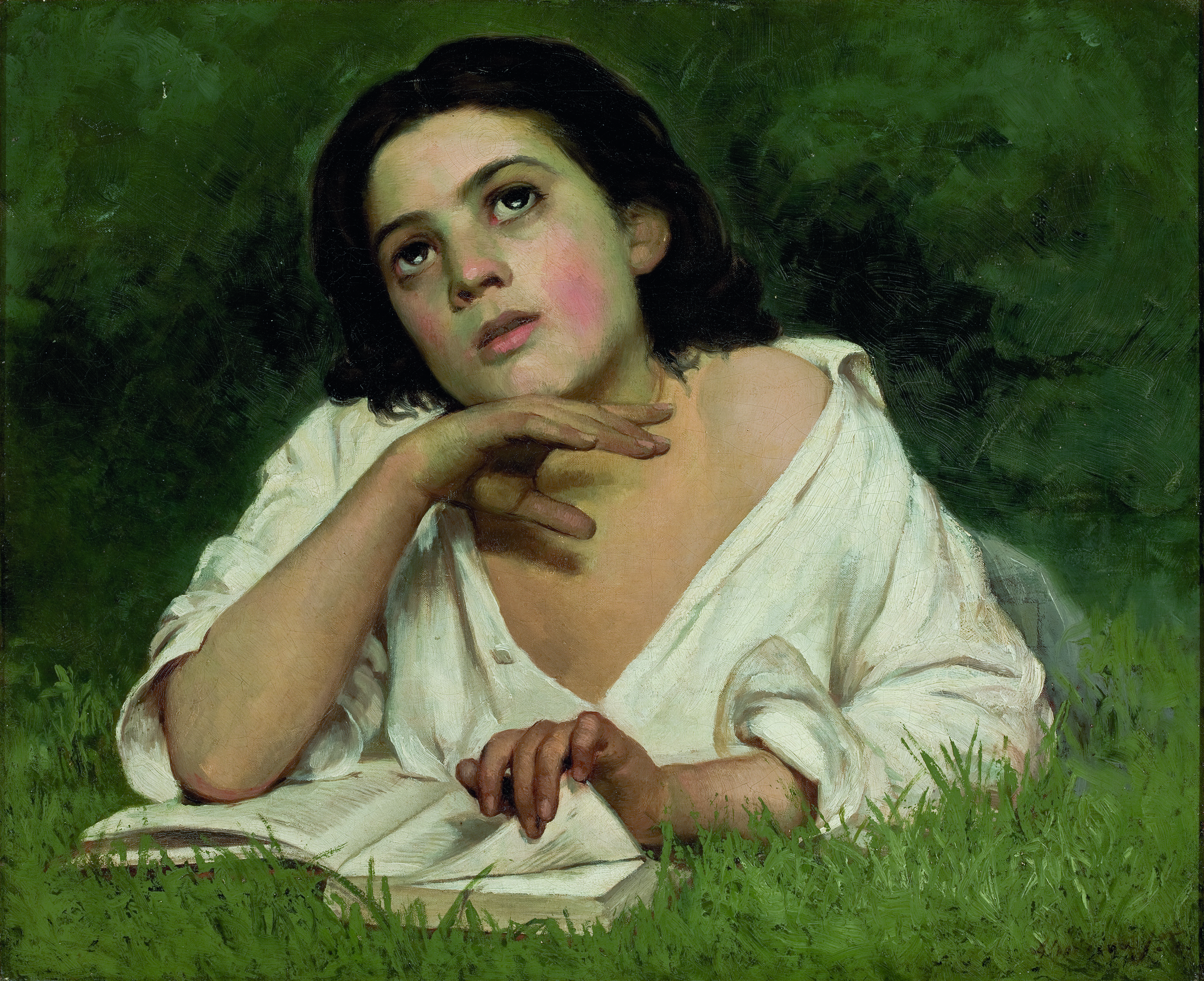
«Каждый человек хотя бы изредка занимается философией».
Картина Алмейды Жуниора «Девушка с книгой», XIX век

Филосо́фия (др.-греч. φιλοσοφία, дословно — «любомудрие; любовь к мудрости») — особая форма познания и система знаний об общих характеристиках, понятиях и принципах действительности, или бытия, а также о бытии человека и об отношении его и окружающего его мира. К задачам философии на протяжении веков относились как изучение всеобщих законов развития мира и общества, так и изучение самого процесса познания и мышления, а также изучение нравственных категорий и ценностей. К числу предельных философских вопросов относятся, например, следующие: «Познаваем ли мир?», «Существует ли Бог?», «Что такое истина?», «Что такое хорошо?», «Что есть человек?», «Что первично — материя или сознание?», «В чём смысл жизни?» и другие.
В философии выделяются такие разделы как метафизика, эпистемология, логика, этика, метаэтика, эстетика, социальная и политическая философия, философия науки, философская антропология и прочее.

## История термина
Слово «философия» было заимствовано у древнегреческих философов. Известный филолог и историк античности Герман Дильс указывает, что самое раннее употребление существительного φιλοσοφία и глагола φιλοσοφέω в дошедших до нас текстах встречается у историков Геродота и Фукидида в связи с существительными σοφός и σοφιστής. Только у Сократа это слово превращается в специальный термин в значении, близком к современному.
Хотя иногда философию определяют более узко, в качестве науки с определённым предметом изучения, такой подход встречает возражения современных философов, настаивающих на том, что философия представляет собой скорее мировоззрение, общий критический подход к познанию всего сущего, который применим к любому объекту или концепции. В этом смысле каждый человек хотя бы изредка занимается философией, то есть размышляет.

## Сущность философии
... все другие науки более необходимы, чем она, но лучше нет ни одной

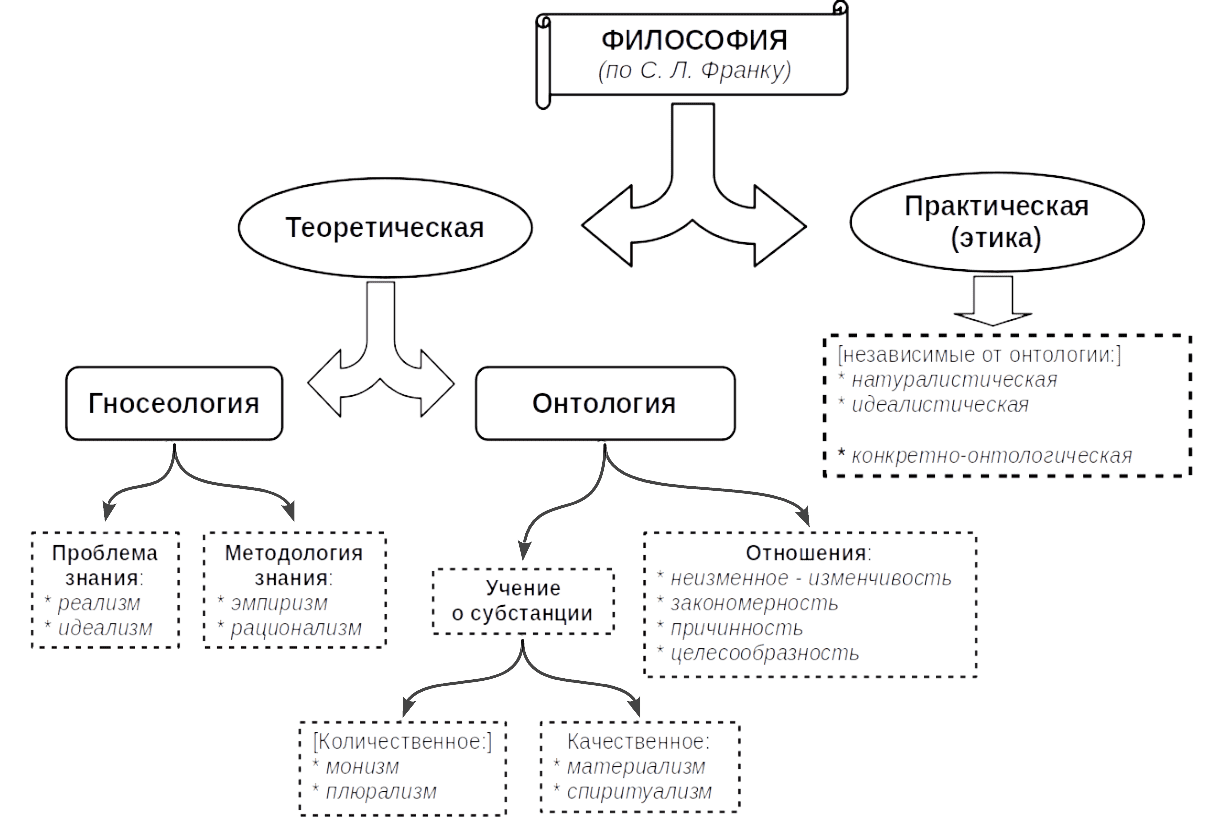
Схема философии по С. Л. Франку

Социализированный человек в норме обладает сложившимся жизненно-практическим миропониманием. Как правило, оно складывается стихийно, опираясь на опыт предыдущих поколений. Однако человек в своей жизни может столкнуться с проблемами, с которыми его мировоззрение не справляется. Для их решения, как на уровне человека, так и на уровне общества, может потребоваться более высокий, критико-рефлексивный уровень отношения к миру. На этом уровне находится философия.
Точное определение философии является само по себе открытым философским вопросом. Это связано с тем, что и предмет изучения в философии конкретно не определён — философия рассматривает всё, что может быть проблематизировано, в том числе и саму методологию познания (в рамках эпистемологии). В рамках учений разных философских школ, образовавшихся за время существования философии, можно дать разные определения того, что есть философия. Поэтому в определённом смысле определение философии зависит от эпохи.
С другой стороны, у философии существует важный объединяющий принцип — любое философское рассуждение, какими бы неожиданными ни были его посылки, тем не менее строится рационально: осмысленно, в соответствии с некими принципами мышления, как пример, логикой. Рациональность рассуждения отличает философское мышление от мифологического мышления и религиозного мышления, в котором подразумевается супранатурализм и сверхъестественное, то есть иррациональное. Это, однако, не означает, что философия не допускает сосуществования, например, с религией. Напротив, распространены ситуации, когда какая-нибудь религия принималась в качестве предпосылки философской системы, и рациональный философский аппарат использовался далее для развития тех областей знания, которые не были покрыты каноном этой религии. Например, древнеиндийская философия истолковывала Веды, а средневековые философы Европы (Блаженный Августин, Фома Аквинский и другие) истолковывали Библию. Распространены также случаи, когда философское мышление использовалось для попыток доказать справедливость какой-нибудь религии или же, в более общем смысле, доказать существование Бога. Например, апологеты старались рационально обосновать христианство.
Помимо логики ещё один приём философского мышления обеспечивает целостность философии. Каждое новое течение в философии, новая идея или новая философская школа соотносит себя с предшествующими философскими концепциями, предоставляя критический анализ этих концепций в рамках своей новой парадигмы. Например, знаменитая работа Иммануила Канта, «Критика чистого разума» содержит критический анализ концепций рационализма и эмпиризма. Таким образом, логика и критический анализ являются столпами философского мышления и обеспечивают целостность философии.
Вместе с этим, расплывчатость определения философии является её характерной особенностью и отделяет философию от наук. Если философам в какой-либо области удаётся совершить прорыв, обнаружив эффективную методологию познания, которая может быть усвоена без привлечения философии, то эта область обычно отделяется от философии в самостоятельную дисциплину. Так, успешное применение научного метода познания к различным классам природных объектов окончательно отделило от философии часть натурфилософии, которая впоследствии распалась на вереницу естественных наук. Например, Исаак Ньютон написал свою фундаментальную работу «Математические начала натуральной философии», будучи, по его собственным представлениям, философом, а в настоящее время известен как физик и математик. Вся англоязычная наука до сих пор сохраняет следы своего родства с философией, например, в том, что во всех её дисциплинах высшая учёная степень носит название «Доктор философии» (англ. Ph.D.).
По мнению Ленина, высказанному в его труде «Материализм и эмпириокритицизм», «…за гносеологической схоластикой эмпириокритицизма нельзя не видеть борьбы партий в философии, борьбы, которая в последнем счёте выражает тенденции и идеологию враждебных классов современного общества. Новейшая философия так же партийна, как и две тысячи лет тому назад. Борющимися партиями по сути дела… являются материализм и идеализм».

### Разделы философии

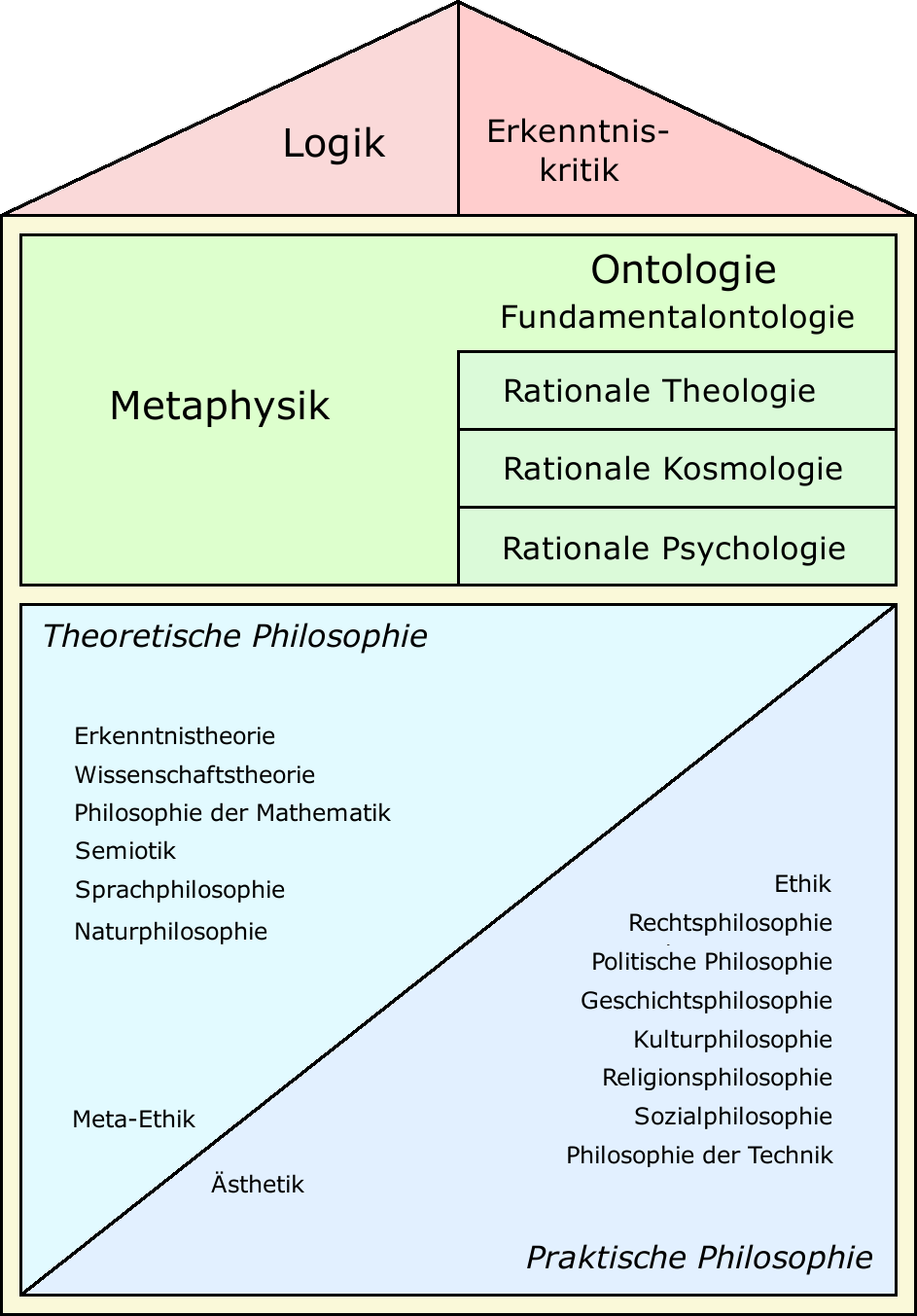
Классическое разделение философии на предметы, дополненное современными разделами

Дальнейшая конкретизация определения философии переходит к описанию её различных отделов. Философия подразделяется по двум основным измерениям: по предметам изучения и по «типам», то есть по различным школам и концепциям.
Первое измерение выделяет области применения философии. Разумеется, провести такое деление можно по-разному. Одной из наиболее крупных таких сегментаций является разделение философии на метафизику (вопросы бытия, существования), эпистемологию (вопросы познания) и аксиологию (вопросы ценностей и морали). Иначе, в более классическом варианте, помимо трёх областей, перечисленных выше, в отдельные предметы выделяются также логика (совершенствование рационального философского аппарата) и история философии (критический анализ философских концепций прошлого). К Аристотелю восходит разделение философии на теоретическую, практическую и поэтическую (творческую).
Второе измерение выделяет различные философские школы и методологии. Наиболее крупным таким разделением является, например, выделение в отдельный сегмент всей западной философии, то есть совокупности античной философии и всех философских школ и направлений, впоследствии возникших в Западной Европе и в США, включая, например, немецкую классическую философию, французскую философию и др. Исторически, вследствие языковых и пространственных барьеров, различные философские школы оказывались локализованными внутри конкретных стран и народов, как, например, древнегреческая философия, китайская философия или немецкая философия. Начиная с XVII века с постепенным развитием глобализации национальные и географические различия стали играть меньшую роль, и различные философские течения, становясь интернациональными, стали получать названия, не привязанные к географии и к культуре, как, например, марксизм, экзистенциализм, и другие. Вместе с этим на сегодняшний день сохраняются некоторые культурно-языковые различия, формирующие различные философские направления. Одним из важнейших таких разделений является разделение современной западной философии на континентальную философию, включающую в себя главным образом работы французских и немецких современных философов, и аналитическую философию, которая преимущественно развивается в англоязычных странах.
Начиная с античности, философия получает универсальное значение особого жизненного пути, принадлежность к разным философским школам требует от адептов приверженности разным жизненным стилям.

## Предмет изучения

### Логика
Поскольку философия состоит из рациональных рассуждений, логика является первичным атрибутом философии. Для анализа различных философских концепций, для их сопоставления друг с другом необходимо проведение критического анализа различных философских утверждений и теорий. В связи с тем, что человеческое мышление формулируется текстуально, логика тесно связана с анализом текстов и языков. Логика формализует текстуальное рассуждение и определяет его формы, которые приемлемы для анализа. Первым шагом к логической формализации рассуждения послужило выявление силлогизмов, или рассуждений вида:
|       | все животные смертны |
|       | слон — это животное  |
| След. | слон смертен         |

Корректное использование силлогизмов открывает дорогу для доказательных рассуждений в философии, в математике, в естественных науках или для формализации дедуктивного мышления.
При всей своей кажущейся простоте выделение силлогизмов из обычной человеческой речи произошло не сразу и не везде. Выделению силлогизмов как способа доказательства способствовало сочетание философии и математики, распространённое в Древней Греции. Первое формальное изложение понятия силлогизма и простейшей логической системы было сделано Аристотелем. Логика Аристотеля оставалась неизменной две тысячи лет, до начала XX века, когда исследования в математике и аналитической философии открыли дорогу для развития логики. Была формализована «логика первого порядка» или «логика предикатов», которая к настоящему моменту хорошо изучена. Однако, как оказалось, для полноценного анализа философской аргументации, а тем более естественной человеческой речи требуется применение модальной логики и логик более высоких порядков, в частности логики второго порядка. Кроме этого взаимосвязь формального символического языка и естественной речи исследуют логическая семантика и семиотика. Эти дисциплины в совокупности с модальной логикой более высоких порядков продолжают оставаться областью активных междисциплинарных исследований. Современная логика состоит из нетривиальных, глубоко математических концепций, которые изучаются философами, математиками, лингвистами, а в последнее время ещё и программистами и специалистами в области теории решений и искусственного интеллекта. Логика, таким образом, является как одной из самых древних, так и одной из самых современных дисциплин.

### Теоретическая философия

#### Метафизика

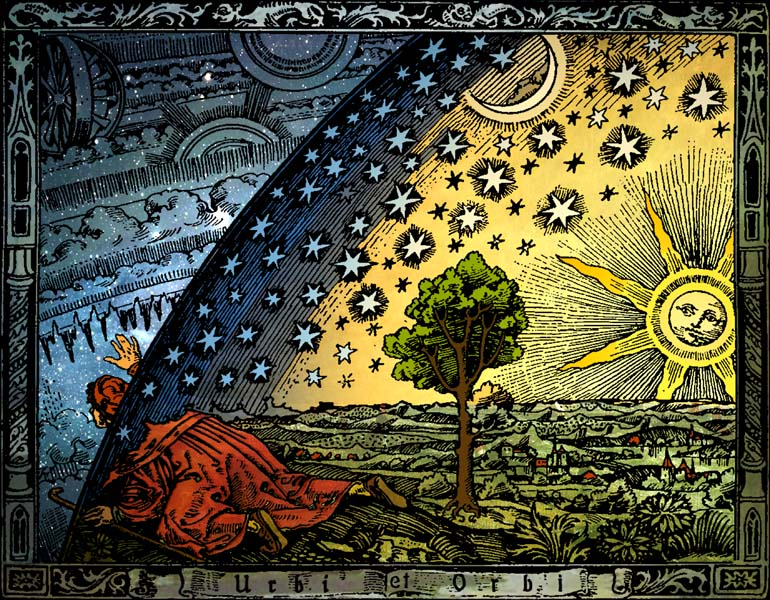
«Средневековый философ, заглядывающий за завесу небес». Гравюра из книги Фламмариона, 1888 г.

Метафизика представляет собой самый абстрактный раздел философии, изучающий наиболее фундаментальные, т. н. «вечные» вопросы, связанные с реальностью. Среди этих фундаментальных вопросов в отдельный класс выделяются вопросы, связанные с бытием, и эта часть метафизики называется «онтология». К вопросам бытия в первую очередь относятся такие: «Что в действительности существует?», «Что означает существование?», «Что делает существование возможным?». Более прикладные вопросы бытия включают в себя: «Почему существует мир?», «Существует только один мир?», «Что такое пространство?», «Что такое время?» и др. Хотя понятия онтология и метафизика иногда используются как синонимы, существуют классы метафизических вопросов, которые не связаны с бытием напрямую. К таким проблемам относятся вопросы взаимоотношения между целым и частями, вопросы взаимосвязи между причинами и следствиями, вопросы, связанные сo свободой воли и др. Такие вопросы скорее относятся к метафизике, но обычно не к онтологии.
Нередко философская система строится вокруг определённого догмата, который она пытается рационализировать. Например, в рамках христианской философии, исламской философии предпринимались попытки доказать существование Бога. Раздел онтологии, который стремится таким образом рационализировать религию называется рациональной или естественной теологией. Аналогично, рациональной психологией называется часть онтологии, которая выстраивается вокруг убеждения в существовании души отдельно от материального мира. В более общем случае, рационализация любой космологии, называется «рациональной космологией».
Некоторые философские течения в XX веке поставили под сомнение необходимость занятия чистой метафизикой. Например, с точки зрения позитивистов, в особенности логических позитивистов, а также с точки зрения многих представителей естественных наук изучать имеет смысл лишь те вопросы, для которых выполняется критерий верификации. Большинство «вечных вопросов» такому критерию не удовлетворяет, и, следовательно, в чистом виде их рассмотрение бессмысленно. С другой стороны, постструктуралисты, имеющие прямо противоположные представления о науке и верификации, также критикуют осмысленность метафизики, продолжая традицию Хайдеггера и Ницше, считая и метафизику, и философию целиком, и естественные науки лишь «временной аберрацией западного сознания».
Такой сильный разброс позиций критиков оставляет метафизике широкое пространство для манёвра, и в целом в течение последних ста лет интерес к метафизике нарастает. Метафизические исследования идут внутри разных областей философии, например, внутри философии науки, философии языка, философии культуры. Современная метафизика представляет собой высокоспециализированную дисциплину, в которой с использованием логики высоких порядков происходят попытки отделения от «вечных» вопросов каких-либо разрешимых частей.

#### Философия природы и теория познания
Теоретическая философия включает в себя познание природы и познание самого познания. К первой категории традиционно относится натурфилософия, однако, значительная её часть в XVII—XVIII вв. с концептуализацией научного метода выделилась из философии в естественные науки — физику, химию, астрономию, биологию. Тем не менее часть природы, связанной с природой самого человека, по-прежнему остаётся в рамках философских исследований, так как ясной парадигмы подхода к этим вопросам в настоящее время не существует. Поэтому философия сознания, философия языка и семиотика в качестве дисциплин философии продолжают поиск понимания процессов, происходящих в человеческом мозге и связанных с человеческим мышлением, которое, главным образом, выражает себя посредством естественных языков.
Вторая категория разделов теоретической философии изучает сам процесс познания. Главной областью философии, которая задаётся вопросом «Как мы что-либо знаем?» и «Действительно ли мы это знаем?», является эпистемология (иногда ещё называющаяся «гносеологией»). В настоящее время её основным разделом, сосредоточившим основную исследовательскую деятельность, является философия науки, которая анализирует практику научного метода и пытается ответить на вопросы «Как именно работает научный метод?», «Можно ли формализовать научный метод?», «Действительно ли работает научный метод?». Основные положения философии науки в рамках континентальной философии в настоящий момент сильно разнятся с аналогичными положениями в рамках аналитической философии. Философия науки, в свою очередь, разделяется на философию математики, философию физики, философию биологии, философию экономики и пр.
Ещё одним важным аспектом изучения самого процесса познания является изучение самой философии. Одним из отличий философии от типичной науки является возможность выхода в мета-позицию по отношению к себе же. Дисциплина метафилософии изучает саму философию со стороны, важнейшей и более разработанной дисциплиной такого рода является метаэтика, которая занимает стороннюю позицию относительно этики.

### Практическая философия. Аксиология

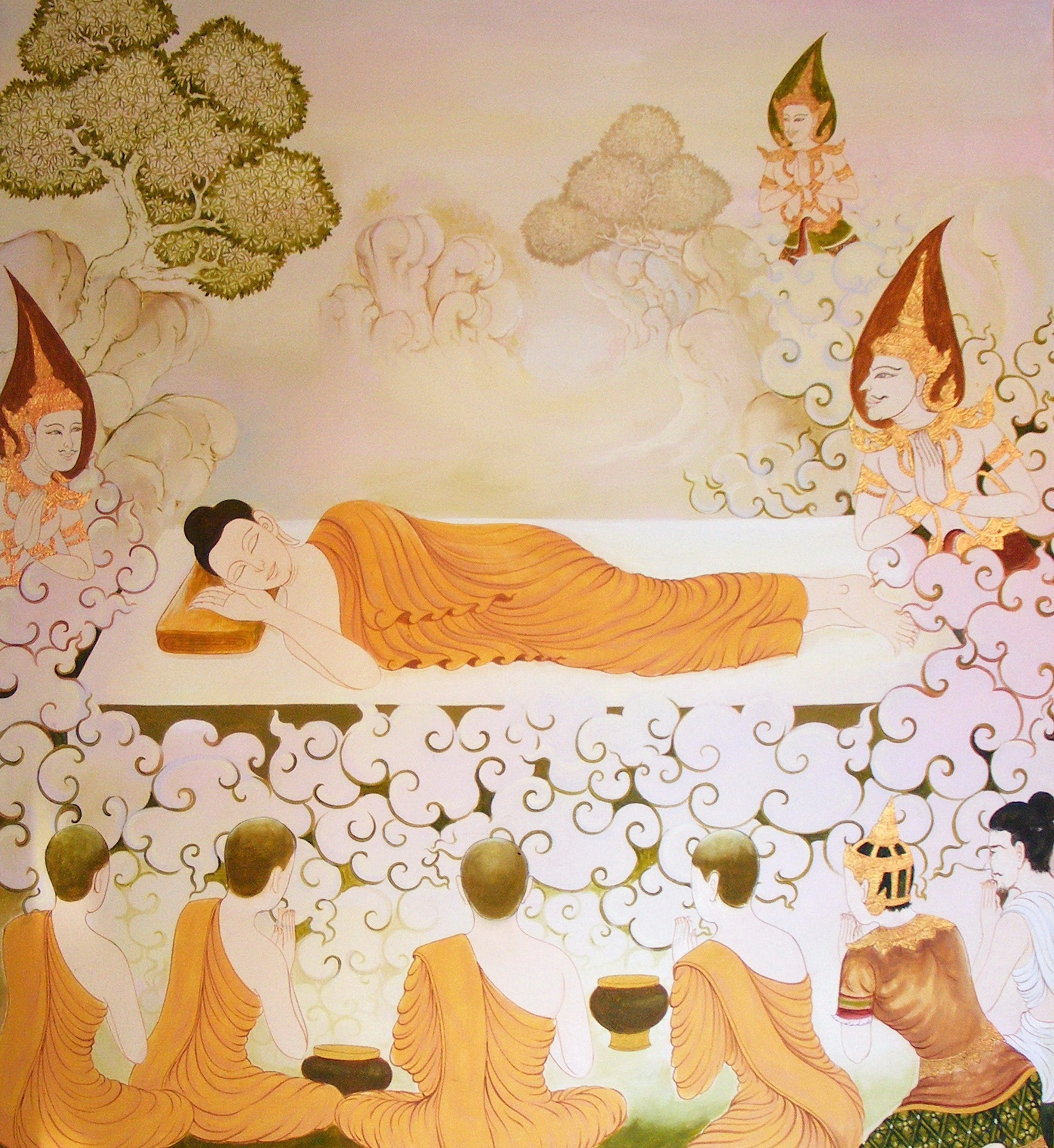
Паринирвана — высшее счастье с точки зрения буддийской философии. Современная картина в храме провинции Уттарадит, Таиланд

Практическая философия фактически представляет собой различные аспекты этики. Этика в самом широком смысле в первую очередь исследует место человека в мире, пытается ответить на вопросы, что такое человеческое счастье, и каким образом оно достижимо. Этика исследует вопросы добра и зла, понятие справедливости, ищет смысл жизни человека. Из этой общей задачи выделяются более конкретные дисциплины.
Политическая философия исследует различные существующие политические системы и изобретает новые; философия власти исследует предельные основания власти, пытаясь выявить единый источник бытия как для политики и государства, так и для права; философия права исследует в самом широком смысле последствия тех или иных законодательных принципов; философия истории изучает историю на предмет выявления в ней каких-либо общих принципов, которые можно было бы использовать для совершенствования мира; наконец эстетика стремится понять, что такое прекрасное. Более частные дисциплины включают в себя аксиологию — выработку базовых человеческих ценностей, философию религии — изучение религий по отношению к человеку, философию техники — анализ влияния технического прогресса на человечество, философию образования — вопросы совершенствования образования и т. д.
В некоторых уголках земного шара практическая философия развивалась значительно раньше, чем теоретическая философия, метафизика или логика. Например, древнекитайская философия почти целиком изучала только вопросы этики и политической философии, при возникновении собственной философии в России интерес русских мыслителей также касался в первую очередь практической философии.

## История философии

### Зарождение философии
Зарождение философии, формирование рационального философского мышления началось примерно одновременно в VII—VI вв. до н. э. на разных концах земного шара: в Китае, в Индии и в средиземноморских греческих колониях. Возможно, что другие цивилизации этого или более раннего периода уже практиковали философское мышление, однако их философские работы остаются неизвестными. Отдельные исследователи-нефилософы[уточнить] иногда причисляют к древнейшей философии сборники пословиц и афоризмов, оставшиеся от цивилизаций Древнего Египта и Месопотамии, однако такое включение не поддерживается в философской литературе. Вместе с этим культурное влияние этих цивилизаций на греческую цивилизацию в целом, и в частности на мировоззрение ранних греческих философов несомненно, однако не оно послужило зарождению самостоятельной философской древнегреческой мысли. Занимавшийся проблемой возникновения философии А. Н. Чанышев выделяет три её источника: мифологию, науку и «обобщения обыденного сознания».
Общим элементом возникновения и развития философии явилось формирование философских школ, состоящих из последователей определённого учения, причём во всех регионах вклад последователей зачастую приписывался основателю школы или школе в целом. Становление индийской философии и греческой философии проходило по схожей схеме, однако индийская философия развивалась значительно медленнее. Китайская философия, развитие которой сдерживал консерватизм общественно-политического устройства общества, развивалась в целом ещё медленнее, хорошо проработанными её областями стали только этика и политическая философия.

### Древнегреческая философия

#### Ранняя греческая философия
Греческая античная философия берёт своё начало в VI веке до н. э. Корни западной философии, истоки рационального мышления и само возникновение слова «философия» связаны с несколькими мыслителями и их школами, которые появились в Греции в этот период. Собирательно все эти философы именуются досократиками, то есть предшествующими Сократу и в теоретическом, и во временном смысле. Среди самых известных досократиков Фалес, Демокрит, Пифагор и Зенон. Досократики ставили перед собой метафизические вопросы вида «Что такое бытие?», «Существуют ли в реальности границы между объектами?» или «Меняются ли объекты в реальности?», а также создали несколько противоречащих друг другу моделей мира, частично отвечающих на эти вопросы. Главная ценность этих моделей заключалась в новом способе получения знания: рациональное теоретизирование в связке с эмпирическими наблюдениями.
Фалес был первым из философов, который использовал редукционизм — попытался выделить внутри сложного окружающего мира какие-либо простые законы или составляющие. Этот метод был в течение следующих 200 лет повторён многими из досократиков, в частности Демокритом и Левкиппом — авторами концепции атомизма, которая оказалась очень ценной философской, а впоследствии и научной концепцией, применяемой и по сей день. Заслуга досократиков также заключается в совершенствовании логики, которая ими отрабатывалась не только на философском, но и на математическом материале. Неслучайно, многие достижения элементарной математики и геометрии тоже связаны с именами досократиков. Досократики заложили основу классической античной философии. Пифагор был первым, кто начал использовать слово «философия», хотя ещё в более общем смысле, а не в качестве термина.
Более поздняя группа древнегреческих философов, софисты, проявляла скептицизм в отношении досократиков, искавших истинные ответы на свои вопросы. Софисты верили в релятивизм, в относительность истины и брались красноречиво и убедительно отстаивать любую точку зрения, а также обучали этому своих учеников. Хотя софисты многократно критиковались более поздними греческими философами, они внесли ценный вклад в развитие логики и риторики. Философия в последующие этапы своего развития неоднократно возвращалась к релятивизму в других контекстах.

#### Классическая греческая философия

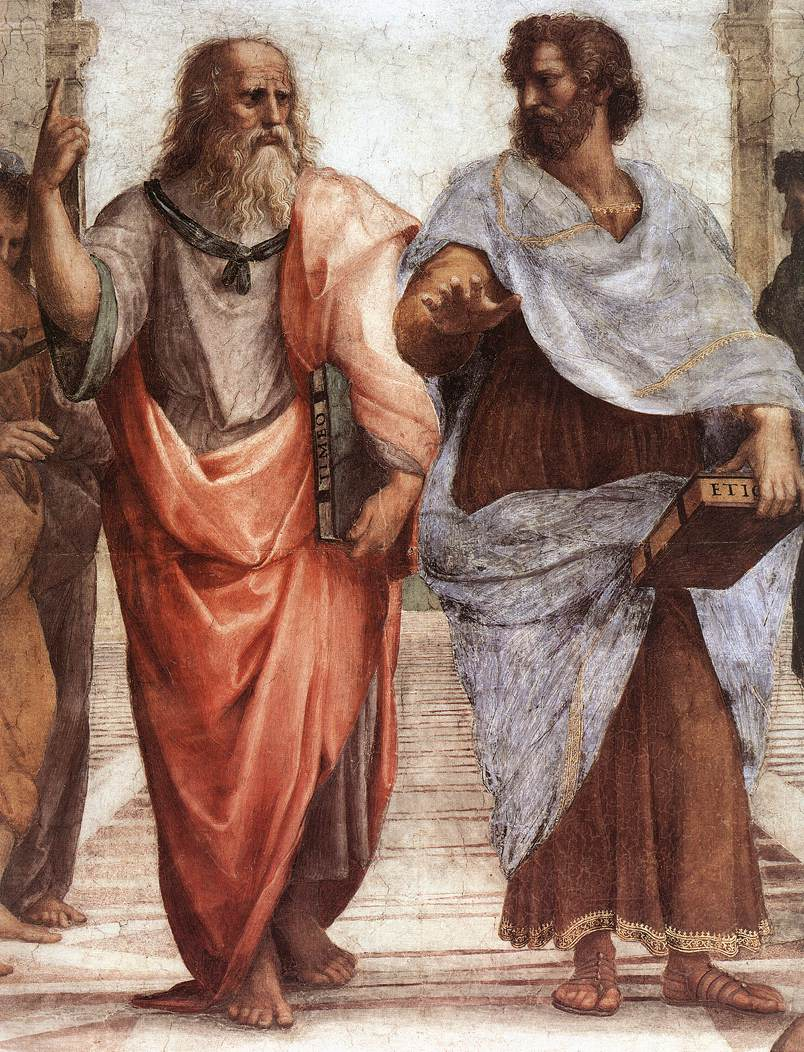
Платон и Аристотель, фрагмент фрески Рафаеля «Афинская школа», Ватиканский дворец.
Платон (слева) указывает на небо как на источник знаний, согласно своей теории идей, а Аристотель (справа) указывает на землю, демонстрируя свою приверженность получению знаний эмпирическим путём

Классическая греческая философия оказала огромное влияние на мировую культуру. Эта философия в основном связана с именами трёх людей: Сократа, его ученика Платона, и в свою очередь ученика Платона — Аристотеля. Вклад Сократа в основном связан с его методом, который заключался в представлении философского вопроса в виде диалога двух сначала не соглашающихся друг с другом философов, один из которых в конце концов, исчерпав аргументы против, соглашается со своим оппонентом. Метод Сократа являлся прелюдией к формальному критическому анализу иной философской концепции и использовался Платоном, который публиковал свои сочинения в виде диалогов.
В свою очередь Платон и Аристотель оказались в числе самых влиятельных людей на Земле. Основная заслуга Платона заключается в его теории идей, которая сформулирована в его самом известном диалоге «Государство». В теории идей Платон противопоставляет материальные объекты идеальным «формам» или «идеям» этих объектов, которые существуют где-то в возвышенном мире. В философии Платона материальные объекты — лишь ущербные подобия идеальных форм, ниспосланных свыше, подобно теням реальных объектов из Мифа о пещере. Таким образом Платон сформировал важнейшее направление в философии, которое позже назовут идеализмом. Богатство идей, изложенных в трудах Платона, в совокупности с формированием направления идеализма сделали философию Платона настолько значительной, что один из философов XX века, Альфред Уайтхед даже назвал всю остальную западную философию «чередой примечаний к Платону». Философия Платона получила название «платонизм» и несколько веков развивалась как самостоятельное направление, перейдя впоследствии в неоплатонизм.
Заслуги Аристотеля перед мировой культурой носят несколько иной характер. Аристотель систематизировал накопленные в Греции философские знания в новой форме, которая заложила стандарты научной литературы. Его труды включали последовательное изложение логики, метафизики, этики, риторики, а также греческой натурфилософии: космологии, физики, зоологии и др. Работы Аристотеля явились квинтэссенцией греческой философии, появившейся на закате древнегреческой цивилизации, и стали стандартом в некоторых областях знаний на века, а в некоторых — на тысячелетия. Аристотель ввёл в обращение сопутствующую терминологию, которая впоследствии вошла почти во все языки, включающая такие понятия: «категория», «определение (дефиниция)», «силлогизм», «посылка» и «вывод», «субстанция», «вид» и «род», «аналитический», «диалектика» и другие. Аристотель многие века пользовался незыблемым авторитетом и в Европе, и на Ближнем Востоке, где его называли просто «Учитель».
Параллельно с систематизацией материала Аристотель изложил свою собственную философскую парадигму, выраженную, в частности, в учении о четырёх причинах и теории универсалий, которая отличалась от философии Платона большей привязкой к материальному миру. В частности, «универсалии» Аристотеля порождались самими материальными объектами, в отличие от «идей» Платона, «ниспосланных свыше». Аристотель полагал, что знания можно получить с помощью наблюдений и опыта, а Платон вслед за Сократом считал, что все знания уже существуют, и человек их «вспоминает», а не приобретает. Философия Аристотеля получила название аристотелизма и многие века практиковалась в Европе и на Ближнем Востоке.

#### Эллинистическая философия
После Платона и Аристотеля в Греции, а затем в Римской империи продолжали своё развитие несколько философских школ и течений, основанных на греческой философии, включая неопифагореизм, платонизм, а также перипатетиков, продолжающих философию Аристотеля. Скептики выражали и развивали идеи софистов о невозможности приобретения истинных знаний о мире. Среди новых течений этого периода выделялся стоицизм — этическая концепция, схожая с китайским даосизмом, отождествляющая источник гармонии в мире с принятием естественного порядка вещей и, соответственно, рекомендующая стоически переносить все повороты судьбы. Наконец, ещё одним важным течением этого периода стал неоплатонизм. Известный философ этого периода идеолог неоплатонизма Плотин (III век н. э.) возражал против антропоморфности Бога, утверждая, что таким образом у Бога, который должен быть всемогущим, в результате человекоподобия появлялись бы границы возможностей. Как следствие, в неоплатонизме происходит сближение между монотеистическим всемогущим богом и миром идей или форм Платона, что сделало возможным частичную интеграцию идей Платона в христианство и другие монотеистические религии.

### Древнеиндийская философия

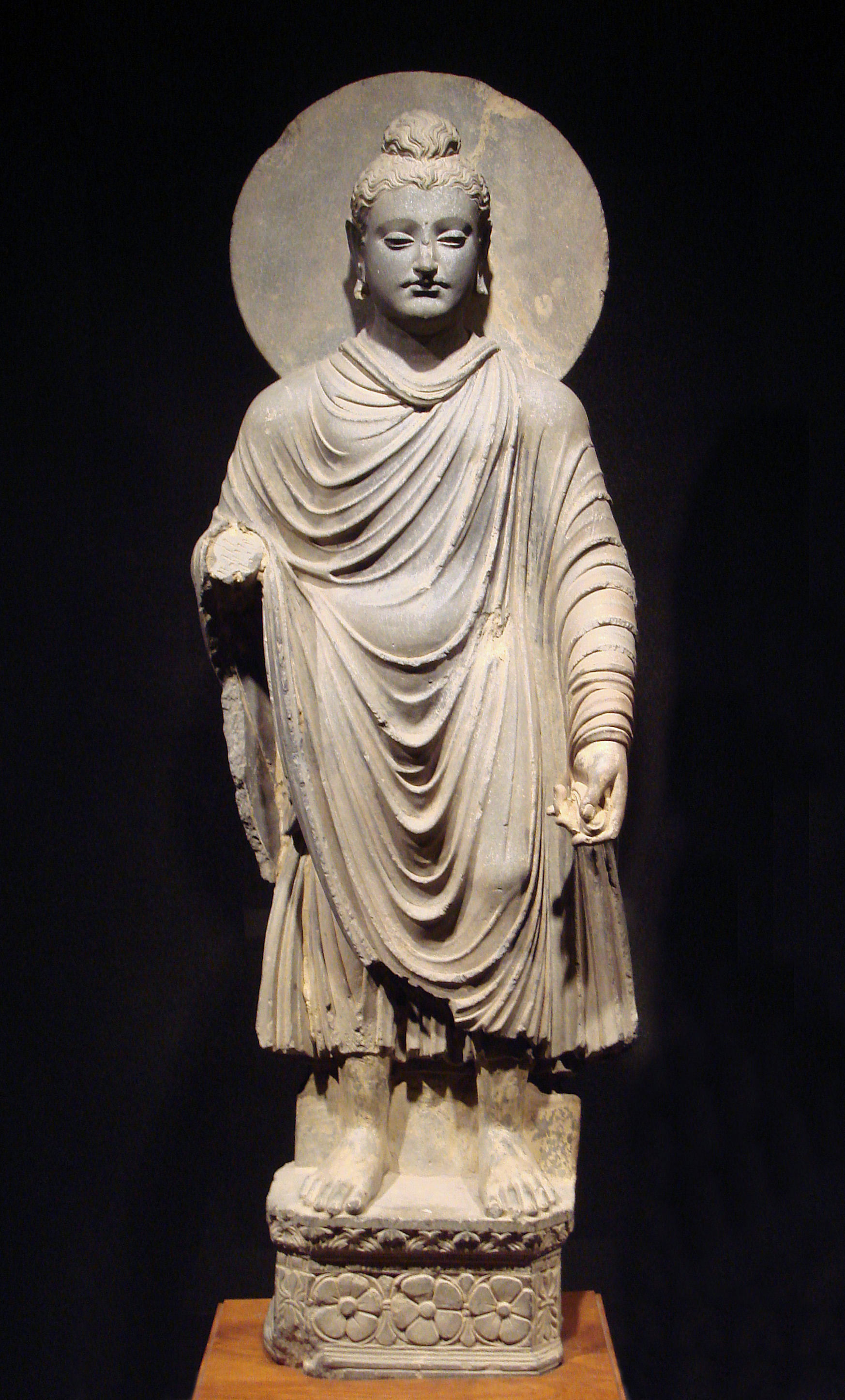
Статуя Будды, Гандхара, I в н. э.

Древнеиндийская философия зародилась из традиции толкования Вед, древнейших текстов традиции индуизма. Время зарождения индийской философии небесспорно. Часть исследователей соотносят начало древнеиндийской философии с VIII—VI вв. до н. э. — с написанием Упанишад, раннего сборника комментариев к Ведам, считая Упанишады уже философским произведением. Более консервативный подход относит начало собственно философии в Индии к V—IV вв. до н. э., к так называемому «шраманскому периоду». В этот период странствующие монахи, шраманы, стали подвергать сомнению авторитет Вед, что спровоцировало религиозную полемику и привело к возникновению различных философских течений. Среди наиболее известных критиков индуизма выделяются, в первую очередь, Будда, а также его современник Аджита Кесакамбала, в наследии которого прослеживается материализм, выраженный ещё более отчётливо, чем у Демокрита, и Пакудха Каччаяна, учивший своих последователей редукционизму и реализму, который впоследствии стал свойственен многим древнеиндийским философам.
В древнеиндийской традиции прослеживается течение софистов, «Локаята», полемическая традиция которых способствовала появлению множества «философских кружков». В дальнейшем (IV в. до н. э. — II в. н. э.) в Индии формируются даршаны — философские школы, которые разбиваются на те, которые считают Веды авторитетом, и на те, которые отрицают их авторитет. К первой группе относятся в первую очередь шесть классических школ философии индуизма: санкхья, йога, ньяя, вайшешика, миманса и веданта. Ко второй группе относятся локаята, школы раннего буддизма, школа джайнизма и другие. Характерной общей особенностью индийской философии была приверженность многих школ ярко выраженному реализму в сочетании с интересом к эпистемологии, к достоверности средств познания.
Древнеиндийская философия в своём становлении проходила те же первые этапы, что и греческая, однако происходило это значительно медленнее, что предположительно может быть связано с тем, что логика рассуждений индийских философов была привязана к лингвистике, а не к математике, как у досократиков. Древнеиндийский силлогизм обычно состоял из пяти и более ступеней, против классических трёх ступеней, и рассуждения рассматривались как стратегии убеждения, а не как доказательства. Древнеиндийская философия проработала многие вопросы логики, ввела понятие, собственно, философии, а в некоторых аспектах раннего буддизма приступила к проработке философских вопросов, к которым европейская философия подошла только к периоду нового времени. Вместе с этим в Индии логика философского рассуждения не достигла уровня Аристотеля вплоть до начала XX века, и в Индии даже в традициях развитого буддизма не были созданы тексты, аналогичные платоновским и аристотелевским, которые могли бы стать ядром более зрелых философских школ, аналогичных античным школам, и, таким образом, индийская философия прошла приблизительно лишь половину пути, пройденного древнегреческой философией. Последующее в Индии доминирование уже канонизированных буддизма и джайнизма, возможно, послужило причиной значительного снижения разнообразия школ индийской философии и сказалось на темпах её развития.

### Древнекитайская философия
Хотя китайские классические тексты описывают период «ста философских школ», которым приписывается зарождение философии в Китае, исторические и лингвистические данные свидетельствуют о том, что в реальности этих школ было значительно меньше, причём учение Конфуция возникло первым, в VI—V вв. до н. э., а остальные школы, самые известные из которых — даосизм и легизм, зарождались и развивались, формулируя свои учения уже по отношению к конфуцианству. В частности, тексты легендарного основателя даосизма Лао-цзы возникли после Конфуция.
Отличительной особенностью китайской философии является абсолютное преобладание в ней практической философии, в особенности этики и политической философии. Китайские философы в первую очередь задавались вопросами, каким должен быть идеальный гражданин и идеальный правитель, что требуется для поддержания гармонии и порядка в государстве и обществе, а полемика между различными школами вращалась вокруг истинного источника гармонии в мире и обществе. По большому счёту это связано, с одной стороны, с тем, что китайское общество этого периода только что пережило ряд политических потрясений и старалось переосмыслить политическую конфигурацию государства, а, с другой стороны, с тем, что грамотность, а, как следствие, и возможность заниматься философией находилась в Китае в зависимости от строгой иерархии общества. Философы, таким образом, оказывались приближёнными к политикам и чиновникам, но изолированными от других слоёв общества.
В период становления китайской философии ряд философских школ ставили вопросы метафизики, эпистемологии и натурфилософии, что в особенности относится к моистам и инь ян цзя, однако серьёзного продолжения эта работа не получила. С одной стороны, философы в Китае подверглись серьёзным гонениям. Но, с другой стороны, в Китае возобладала философия Конфуция, которая уделяла наибольшее внимание вопросам этики. а в вопросах бытия опиралась на традиционную китайскую мифологию, причём постулировала наилучшим источником знания древние тексты. Более того, в период династии Хань, с III в до н. э., конфуцианству был предан де-факто статус религии, и философия в Китае была вынуждена развиваться относительно конфуцианского канона.

### Мировая философия в IV—XVI вв.
Относительно прошедшего и последующих периодов развитие философии в мире в IV—XVI вв. происходило медленно. В Европе и на Ближнем Востоке это было отчасти связано с канонизацией текстов Аристотеля и Платона, а отчасти с доминированием в этих регионах монотеистических религий. Формула католического монаха XI века Петра Дамиани «Философия есть служанка теологии» стала крылатой среди современных характеристик развития философии этого периода, подчёркивая очень узкие рамки возможного философского новаторства. В Индии развитие философской мысли никогда не происходило высокими темпами, а широкое распространение буддизма к концу III в. н. э. негативно повлияло на разнообразие философских концепций. Наконец, в Китае развитию философии мешали гонения на философов, распространение буддизма и канонизация текстов Конфуция. По большому счёту, на срок, превышающий целое тысячелетие, философия огромного пространства цивилизованного мира оказалась под практически полным влиянием мировоззрений всего шести персоналий: Платона, Аристотеля, Конфуция, Будды, Мухаммеда и Христа.
Характерно также, что и философия Европы, и философия Китая проделали в этот период своеобразный круг. Европейская философия, оттолкнувшись от античной философии, надолго приросла к христианской теологии, только затем, чтобы вернуться обратно к античной философии в эпоху Возрождения. Аналогично философия Китая ещё быстрее возвращается к конфуцианству после многовекового «увлечения» буддизмом. В Индии же в этот период философия просто очень медленно прогрессирует, почти не изменившись со времён своего эпического периода II в. до н. э. — II в. н. э.

#### Христианская философия
Философия в регионах, где практиковалось христианство, развивалась медленно, в связи с тем, что была подчинена определённой доктрине. Первоначальный период христианской философии (до IV века) характеризуется попытками рационально обосновать христианство, придать ему дополнительный вес. Этот период философии называется «патристикой», а его наиболее яркой фигурой считается Блаженный Августин, который провёл интеграцию неоплатонизма и христианства, устранив из неоплатонизма всё, что противоречило Библии. Более поздний период христианской философии называется «схоластикой», которая характеризуется формированием философских школ при церковных организациях, которые выполняли различные поручения церкви. Самым известным философом этого периода является Фома Аквинский, который, выполняя такое поручение, объединил христианство с аристотелизмом. Философия Фомы Аквинского по сей день является «официальной» философией Католической церкви, преподаваемой в её колледжах и семинариях. Фома Аквинский также известен своими пятью доказательствами существования Бога.

#### Философия на Ближнем Востоке

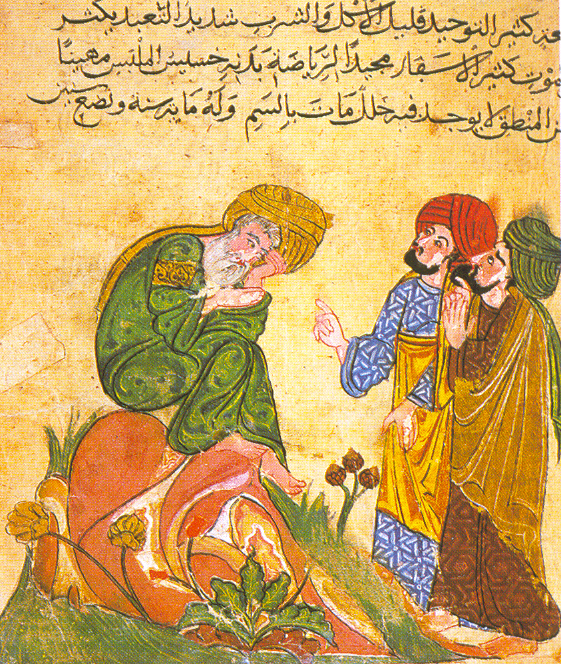
«Сократ с учениками» в представлении сельджукского иллюстратора к переводу Платона, XIII век

Зарождение исламской философии относится к VIII—IX вв. Один из первых известных философов ислама, Аль-Кинди, познакомился с трудами Аристотеля и Платона, дал «неоплатоническое» определение Аллаха как абсолютного и трансцендентного сущего, а затем стал приверженцем аристотелизма. Попытки одновременной интеграции в ислам и неоплатонизма, и аристотелизма были характерны для последователей Аль-Кинди, среди которых наиболее известными были Авиценна и Ибн Рушд. Работы Аристотеля лучше сохранились в арабских переводах на Востоке, чем в средневековой Европе, и некоторые трактаты сохранились благодаря переводам с арабского на латынь.
Одной из основных проблем исламской философии, растянувшейся на несколько веков, было противостояние между каноном ислама и мистическими исламскими сектами. Многие исламские философы предпринимали попытки рационально поддержать канон, однако основное мистическое направление — суфизм — к XIII веку выделилось в отдельное направление ислама. Суфизм во многом приближается к неоплатонизму и содержит элементы теософии. Наконец, в XVI веке персидский философ мулла Садра провёл интеграцию аристотелизма, неоплатонизма и ислама, и его философия стала наиболее влиятельной концепцией в исламе вплоть до настоящего времени.
Становление философии иудаизма проходило, с одной стороны, под влиянием исламской философии, а, с другой стороны, под влиянием аристотелизма и неоплатонизма. Несколько мыслителей из последователей иудаизма попытались адаптировать эти концепции к иудаизму, включая Саадия бен Йосефа, который предпринял попытку создать еврейский калам по аналогии с исламскими каламами, и Маймонида.

#### Философия в Индии и на Дальнем Востоке
Развитие философии в Индии всегда происходило относительно медленно. Усугубляющим фактором стало широкое распространение к III в. н. э. в Индии буддизма, в концепциях которого не приветствуются категоричные ответы на поставленные вопросы, что отрицательно сказывалось на развитии философской логики. Однако вторжение в Индию мусульман в VIII веке и ренессанс индуизма в XIII веке обострили как теологические, так и философские дискуссии, и к XVI веку в Индии насчитывалось уже около 600 текстов, которые можно считать философскими. Прослеживаются параллели в обсуждаемых философских вопросах и вариантов ответов на них между философами Индии и их современниками из Европы — христианскими философами-схоластами.
Распространение буддизма в Китае в III—V вв. привело к появлению отдельной китайской ветви буддизма — чань-буддизма, которая сочетала в себе близкие философии одной из традиционных индийских буддийских школ, Махаяны, и китайского даосизма. Именно чань-буддизм распространяется в Японию, в Корею, во Вьетнам и в другие страны Дальнего Востока, где получает название «дзэн-буддизм». В Японии комбинация конфуцианства и дзэн-буддизма ложится в основу философии самураев. Буддизм принёс в Китай намного более развитый логический и категориальный аппарат, чем тот, каким пользовались древнекитайские философы, однако к XI веку влияние философии буддизма в Китае снижается, и наблюдается возврат к слегка модифицированному конфуцианству, которое получает название «неоконфуцианство».

#### Философия эпохи Возрождения
Основой философии Возрождения явился гуманизм — уходящая корнями в итальянский проторенессанс концепция, ставящая человека в центр философской системы «мир-человек». Гуманисты, которые не были «профессиональными философами», получающими учёные степени в европейских католических университетах, полагали, что философия не может обслуживать только божественное, а должна интересоваться делами земными, прежде всего человеком. Вместе с этим гуманисты не столько создавали собственную философию, сколько, выступая против «схоластизированного» Аристотеля, закреплённого католической церковью в качестве единственного авторитета, предлагали вернуться к неоплатонизму и к другим античным философским течениям. В числе первых известных философов-гуманистов были Николай Кузанский и Мишель Монтень. Поначалу гуманисты выступали именно против схоластики, а не против церкви, однако эволюция философской мысли Возрождения в Европе быстро приходила в противоречие с христианским догматом. Стремительное развитие эстетики, натурфилософии и науки, связанное, в частности, с именами Микеланджело, Леонардо да Винчи и Николая Коперника, в сочетании с характерным для этой эпохи безнравственным поведением римских пап девальвировало авторитет католической церкви у большой прослойки интеллектуалов. Оставаясь верующими христианами, многие интеллектуалы засомневались в авторитете Ватикана — во многих уголках Европы начиналась Реформация. Философы Возрождения перестали доверять официальной церковной философии и стали искать другие источники знания, обратившись в первую очередь к забытым философам античности.

### Философия Нового времени

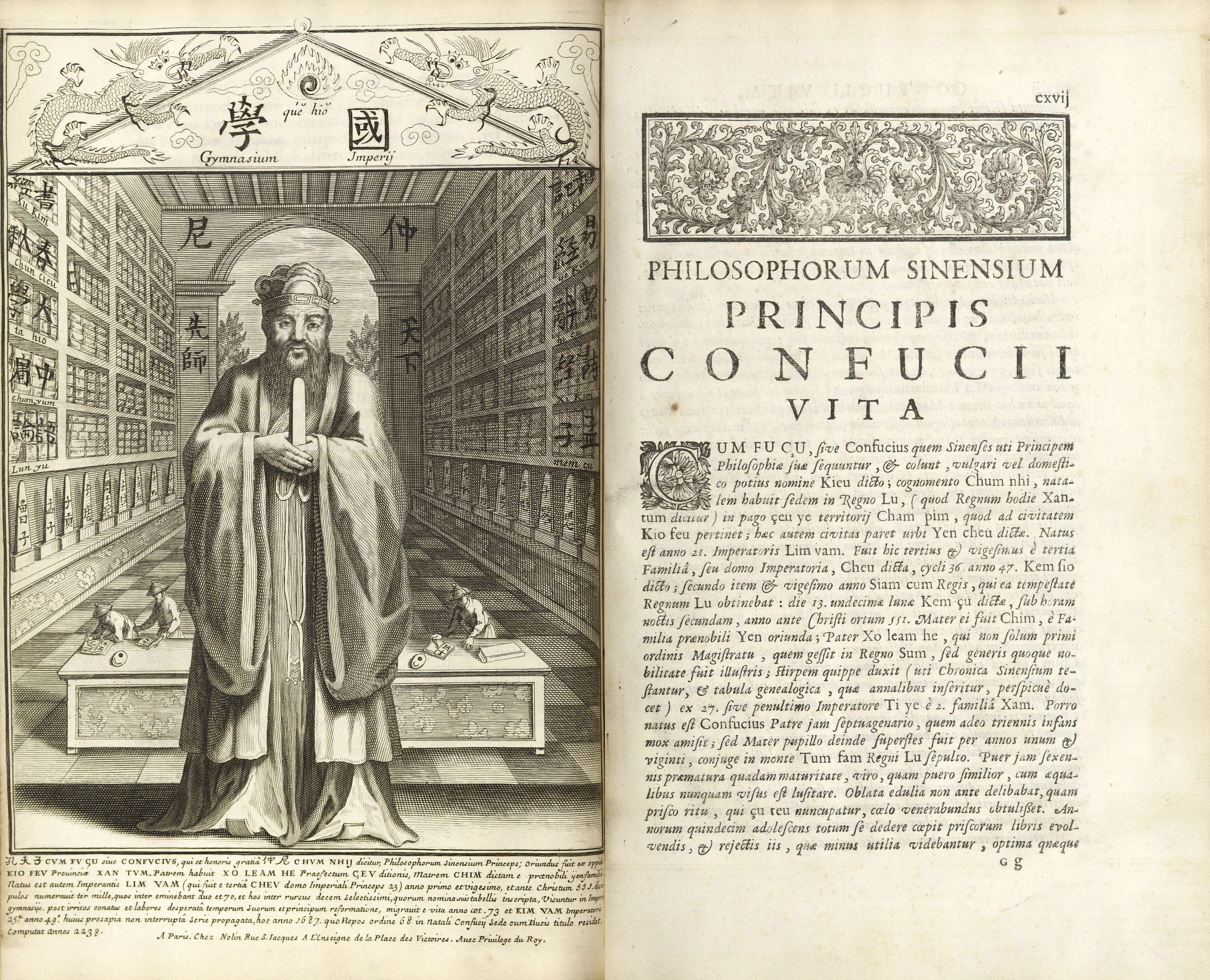
Перевод Четверокнижия Конфуция на латынь, Париж, 1687 г.

Начиная с XVII века происходит стремительное развитие философии, и мир обогащается множеством новых философских концепций и подходов. Священные тексты как основной источник знания отодвинуты в сторону, и философы вновь возвращаются к базовым философским вопросам, поднятым в древности. В Европе, начиная с эпохи Возрождения, переведены и систематизированы все сохранившиеся работы античных философов, и, опираясь на античную философию, философская мысль движется дальше. Параллельно начинаются революционные преобразования в натурфилософии, которые позже станут называться «революцией в науке». Фрэнсис Бэкон чётко формулирует идею эксперимента как источника знания, а Галилео Галилей закладывает основу методологии, которая станет фундаментом для всей науки, — методологии научного метода.
Одновременно всё заметнее становятся результаты глобализации, и знания начинают свободно перемещаться по миру — начинается взаимная интеграция разных философий. Европа открывает для себя Индию и Китай во всей полноте, а Индия и Китай — Европу. Для западной философии столкновение с Китаем в первую очередь отразилось на этико-религиозных вопросах. Во-первых, сам факт существования древней китайской цивилизации, цивилизации, не упомянутой в Библии, которая хранила летописи со времён древнее «Всемирного» потопа,[прояснить] подорвал авторитет Библии. Во-вторых, цивилизованность китайцев и их представления об этике, восходящие к Конфуцию, поставили перед европейцами вопросы о связи между этикой и религией, возникла получившая продолжение во французском Просвещении идея «естественной религии», то есть религии, не связанной со священными текстами. Философия Индии была интегрирована в западную философию, главным образом, начиная с публикаций Артура Шопенгауэра.

#### Французское Просвещение
В XVIII веке дело, начатое гуманистами, получило продолжение в развитии политической философии и этики во Франции. Французское государство этого периода было более репрессивным по сравнению с соседними Германией, Голландией или Англией, что спровоцировало аргументированный протест многих влиятельных французских философов, которые подвергли сомнению авторитет и церкви, и государства в вопросах этики и морали. Монтескьё опубликовал несколько работ по политической философии, где формально обосновал эффективность разделения властей, существующего в Англии и описанного Джоном Локком. Вольтер критиковал христианство, а Жан-Жак Руссо в своей знаменитой работе «Об Общественном договоре, или Принципы политического права» развил идею общественного договора и изложил принципы прямой демократии. Труды этих философов оказали большое влияние на общественно-политическую жизнь: они составляли основную часть идеологии Французской революции, а также легли в основу Конституции США.

#### Материализм и идеализм
Одним из ключевых вопросов философии является понимание характера взаимосвязи между нашим сознанием и окружающим миром. Две концепции, возникшие на заре философии — материализм и идеализм, получают в Новое время свои названия и формальное изложение и начинают дальнейшее развитие. Материализм, прослеживающийся у атомистов-досократиков и в древнеиндийской локаята, в виде стройного изложения формулирует Томас Гоббс. Джон Локк, однако, заостряет внимание на том обстоятельстве, что человек не столько непосредственно контактирует с окружающим миром, сколько воспринимает его сквозь призму своих органов чувств. Джордж Беркли занимает позицию идеализма: он доводит аргументы Локка до абсолюта: человеческий мир состоит из его чувств и идей, а не из материальных объектов.
Было также сформулировано несколько промежуточных концепций. Рене Декарт в своей философии пытался объяснить сосуществование идеального и материального мира. Его концепция, которая близко подходила к теории идей Платона, получила название «дуализма». С другой стороны, Спиноза считал, что весь мир состоит из первичной «субстанции», которая и есть «бог» и которая формирует и материальные объекты, и человеческое сознание с идеальными объектами. Таким образом, материальный и идеальный мир становились двумя проявлениями одной и той же сущности. Наконец, Лейбниц, который ввёл термин «идеализм» в философию, сформулировал на заре XVIII века концепцию, которая перекликается с современной физикой элементарных частиц. Лейбниц считал, что основой всех объектов являются не материальные атомы, а «монады» — частички активности или энергии.

#### Эмпиризм и рационализм
Понимание того обстоятельства, что Библия более не является надёжным, а тем более единственно верным источником знания, послужило началом серьёзной эпистемологической полемики. «Откуда мы что-то знаем?» — задавали себе вопрос философы Нового времени, и этот вопрос был актуален с античных времён. Досократики, в большинстве своём рационалисты, полагали, что мир можно постичь размышлением. Размышляя достаточно долго и правильно, удаётся постигать настоящие и неопровержимые истины, например, что {\displaystyle 2+2=4}, или теорему Пифагора. Ещё в античные времена рационалистам возражали скептики-софисты. Глубокое исследование рационализма провёл Рене Декарт, который с помощью концепции «злого демона», существа, которое может обманывать все органы чувств человека, продемонстрировал, что единственная частичка знания об окружающем мире, которую можно добыть исключительно рациональным способом, — это «я думаю, значит, я существую». Все остальные выводы могут оказаться ложными. Концепцию Декарта демонстрирует, например, популярный фильм «Матрица».
Спиноза и Лейбниц придерживались рационалистических взглядов, но Джон Локк и Джордж Беркли считали, что всё познание происходит лишь чувственно, эмпирически. Наибольший вклад в развитие эмпиризма внёс Дэвид Юм, который в своих работах показывает, что всё человеческое знание основывается на обобщении наблюдаемых явлений, строго говоря, на индуктивном мышлении. Юм развёрнуто сформулировал проблему индукции — понимание того, что индуктивное мышление, в отличие от дедуктивного, не несёт в себе рациональной основы. Иными словами, нет никаких рациональных оснований полагать, что Солнце взойдёт завтра, только потому, что это случалось во все предыдущие наблюдаемые дни.

#### Иммануил Кант

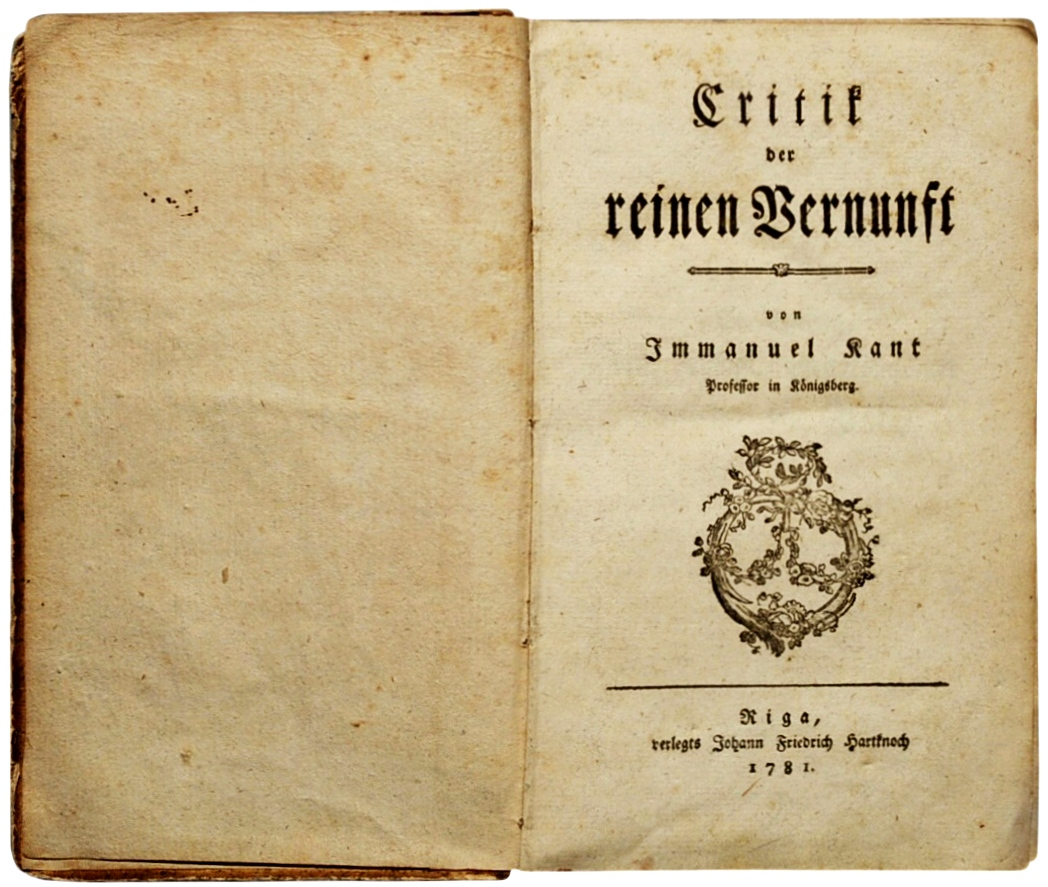
Титульный лист первого издания «Критики чистого разума», 1781 г.

По мнению многих, Иммануил Кант оказался в числе тех философов, которых ставят на один уровень с Платоном и Аристотелем. Его философские работы, включающие одну из самых известных книг по философии — «Критику чистого разума», задали новые стандарты глубинного критического анализа в философии. Философия Канта сначала как кантианство, а впоследствии как неокантианство оказала существенное влияние на европейское философское мышление.
В «Критике чистого разума» Кант обратился к проблеме рационализма и эмпиризма, изложил свою критику прежних подходов и выдвинул свою концепцию познания, объединяющую эмпиризм и рационализм. Вдохновлённый коперниковской революцией в астрономии, Кант намеревался совершить революцию в философии. Кант разделил предметы познания на «феномены» и «вещи в себе» (лат. noumena). Утверждения о «вещах в себе» (например: «Бог существует»), по Канту, нельзя проверить опытным путём; Кант считал, что человеку не даны в опыте такие предметы, и поэтому он не в состоянии получить о них теоретическое знание. С другой стороны, согласно Канту, человек, используя разум, концептуализирует данные чувств: помещает их во время и пространство, категоризирует, придаёт феномену причинность. Таким образом, познание у Канта не ограничивается чистым восприятием, а представляет собой комбинацию эмпирического и рационального.
Философия Канта подразумевает разрыв, который ещё нужно как-то преодолеть, между действительными объектами, которые во всей своей полноте есть «вещи в себе» и поэтому непостижимы, и их явлениями в человеческом сознании, которые концептуализированы через призму человеческого разума. Философия Канта оставляет открытым вопрос объективности познания, так как категоризация и концептуализация феномена может быть субъективной. Этот вопрос лёг в основу раскола в современной философии, её сегментации на континентальную философию и аналитическую философию. Традиция континентальной философии на волне абсолютного идеализма Гегеля исходит из понимания мира как системы, выражаемой концепциями и категориями. В таком мире можно, например, усилиями воли с помощью различных, в том числе рациональных, рассуждений проводить рекатегоризации, реконцептуализации или деконструкции, порождая всё новые и новые философские концепции. Традиция аналитической философии, поначалу продолжая философию британских эмпиристов, подразумевает поиск обратной связи между каждой выстроенной философской категоризацией и реальным миром. Аналитическая философия, таким образом, уделяет большее внимание строгости логики рассуждения и частично приближается к дисциплинам, использующим научный метод.

#### Послекантовский немецкий идеализм
Преемники Канта в Германии — Фихте, Шеллинг и Гегель — развили философию в направлении абсолютного идеализма, полностью отвергнув существование кантовских вещей в себе. Окружающий мир у Гегеля — конкретное выражение категорий абсолютной идеи. Послекантовский немецкий идеализм предложил рассматривать трансцендентальный субъект исторически, и в качестве субъекта у Гегеля предстала история человечества в целом как некий «объективный дух». Формы объективного духа суть развивающиеся исторические формы культуры. Гегель, таким образом, трансформировал трансцендентальный идеализм Канта в метафизический идеализм.

### Континентальная философия
Континентальная философия берёт своё начало в концептуализациях, которые стали возможны в рамках философии Канта и Гегеля. Первоначально термин «континентальная философия» подразумевал противопоставление аналитической, тогда английской (то есть «островной») философии и философий Франции и Германии, которые были распространены на Европейском континенте. Oднако, последователи течений быстро смешались географически, и в настоящее время континентальную философию определяют набором относящихся к ней философских концепций. Эти концепции совершенно различны по своей сути и простираются от марксизма до постструктурализма, однако их объединяет полная свобода концептуализации, невозможная в пределах аналитической философии. Абсолютный идеализм Гегеля подразумевает, что мир состоит из категорий, концепций, структур, не существующих в реальности, а придуманных человеком, поэтому становятся возможны любые рекатегоризации и деконструкции по какому-либо выбранному основанию. Например, Ницше постулировал отсутствие моральных норм, Маркс был убеждён в скорой гегемонии пролетариата, а Камю в абсурдности жизни. Хотя многие из представителей континентальной философии, включая, например, Маркса или Кьеркегора, критиковали Гегеля, они тем не менее строили свою философию относительно Гегеля.
Крупный сегмент современной континентальной философии, включающий в себя, как минимум, герменевтику и постструктурализм, относится к философии постмодернизма.

#### Критика континентальной философии
Многие критики указывают, что направлениям континентальной философии свойственен как моральный, так и методологический релятивизм, и, как следствие, отрыв от реальности окружающего мира. Например, представители аналитической традиции в философии критикуют континентальных философов за то, что мысль каждого из направлений внутри континентальной философии вращается внутри себя, без связи с окружающим миром, что не даёт возможности оценить ценность того или иного направления в общедисциплинарном контексте. Известный представитель аналитической школы философии Бертран Рассел указывал на моральный релятивизм континентального мышления, который, следуя гегелевской диалектике, привёл к разрушительным для общества цепочкам «либеральной» философской мысли: Бентам → Рикардо → Маркс → Сталин и Фихте → Байрон → Карлейль → Ницше → Гитлер. Некоторые учёные[кто?] также критикуют постмодернистскую континентальную школу за релятивизм и отсутствие каких-либо методологических рамок.

#### Марксизм

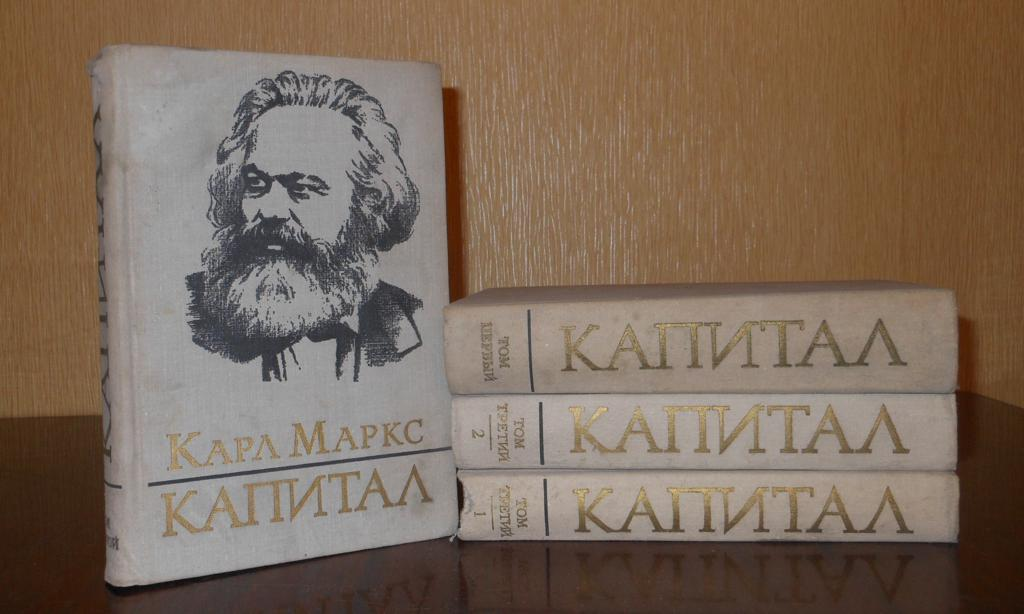
Советское издание «Капитала» — самого фундаментального произведения Карла Маркса

Один из последователей Гегеля, Карл Маркс подхватил мысль о трансформации мира с помощью мысли и считал философию не столько инструментом понимания мира, сколько средством его изменения. Суть марксистской философии сводилась к тому, что идеальное общество не должно быть сегментировано на классы, и это достижимо путём отмены частной собственности, в особенности на средства производства. Отмена частной собственности должна была стать результатом «классовой борьбы», когда многочисленный «пролетариат» ощутит свою силу и победит в ходе революции «буржуазию», установив свою диктатуру, которая будет промежуточным этапом на пути к идеальному «коммунистическому» обществу. Попытка применения на деле положений теории Маркса была опробована в результате Революции 1917 года в России, однако общество власти трудящихся в России построить не удалось.
Хотя почти все экономические прогнозы Маркса не сбылись, его философские, в особенности ранние работы представляют интерес для неомарксистов — последователей «умеренного» марксизма в Европе ХХ — XXI вв. Даже с учётом ошибочности ряда положений классического марксизма, марксистская философия углубляет понимание процессов, которые происходят в обществе. Необычность развития неомарксизма заключается в том, что его последователи последовательно пытались совместить марксизм с другими модными теориями. Сразу после войны неомарксисты скомбинировали марксизм с фрейдизмом и приняли непосредственное участие в формировании Франкфуртской школы, в 1970-е годы неомарксисты сочетали философию Маркса с модным в то время структурализмом, а в 1980-е годы попытались адаптировать марксизм под пришедших к власти во многих странах консерваторов. В настоящее время существуют гибриды марксизма и феминизма, марксизма и постструктурализма и др. Таким образом, неомарксизм в настоящее время ищет себя в комбинации с разнообразием той самой «буржуазной философии», которую сам Маркс в своё время решительно отвергал.

#### Феноменология и герменевтика
Феноменология — направление в философии XX века, основанное немецким философом Эдмундом Гуссерлем. В основе феноменологии лежит выдвинутая учителем Гуссерля Францем Брентано идея интенциональности сознания. В феноменологии ставится задача выявления чистого сознания, или сущности сознания. С этой целью осуществляется так называемая феноменологическая редукция, в результате чего любой предмет должен рассматриваться только как коррелят сознания. Задачей феноменологии является не изучение свойств предмета, а исследование актов сознания, в которых формируется спектр значений, усматриваемых в предмете и его свойствах. Феноменологическая редукция включает в себя вынесение за скобки догматических установок сознания, которые в рамках феноменологического исследования не должны иметь значения.
Отталкиваясь от феноменологии Гуссерля, Мартин Хайдеггер выдвинул идею «герменевтической феноменологии». В его концепции герменевтика из методологии гуманитарных наук превращается в учение о бытии. Предмет герменевтики — понимание — трактуется как фундаментальный способ человеческого бытия. Основы философской герменевтики изложил ученик Хайдеггера Ханс-Георг Гадамер в своей работе «Истина и метод» (1960). Вслед за Хайдеггером Гадамер указал на связь герменевтики с языком. Условием понимания, согласно Гадамеру, является предпонимание — предпосылка понимания, которая определяется традицией, связывающей историю и современность. Любая традиция тесно связана с языком, выражается в нём. С точки зрения философской герменевтики, язык определяет человека, оказываясь условием его познавательной деятельности.

#### Нигилизм и анархизм
Ряд философов и писателей, обращаясь к теме внутренних ценностей человека, постулировали отсутствие каких-либо оснований для следования существующим моральным и культурным нормам, что получило название «нигилизм». Например, основываясь на своём понимании буддизма, нигилистическую картину мира нарисовал Шопенгауэр. Шпенглер и Ницше видели распространение нигилизма в окружающей их европейской культуре. Ницше считал нигилизм естественной логикой развития всей европейской культуры, корни которой он видел, в частности, в христианском постулировании априорной греховности человека. Хотя Шпенглер и Ницше скорее концептуализировали нигилизм и его причины, их самих часто причисляют к нигилистам. Сам термин «нигилизм», вероятно, впервые возник в России, где многие писатели, например Тургенев, неоднократно выводили образы нигилистов в художественной литературе.
Положительно относились к нигилизму философы анархизма, течения, которое предполагает отказ от государственных и, зачастую, церковных институтов. Анархисты декларируют свободу человека первоочередной ценностью, а все государственные институты рассматривают как препятствие. Идею анархизма можно проследить, начиная с некоторых досократиков, включая Зенона. Первым современным философом, который использовал термин «анархизм» и сформулировал его концепцию, был французский политик Пьер Прудон. Философия анархизма получила развитие в России, и два русских философа — Михаил Бакунин и Пётр Кропоткин — считаются одними из главных идеологов анархизма в мире.

#### Экзистенциализм
Экзистенциализм уходит корнями в критику отдельных аспектов философии Гегеля, прозвучавшую со стороны Шопенгауэра и Кьеркегора. Это течение постулирует необходимость обратить философию в первую очередь на службу человека, философия должна помогать людям выжить в сложном мире. В этом аспекте экзистенциализм перекликается с прагматизмом, однако, в отличие от прагматизма, экзистенциализм постулирует абсурдность мира и иррациональность человека, которая находится в постоянном конфликте с этим миром, а также наличие экзистенциального кризиса. В результате люди испытывают ощущение внутренней пустоты и тревоги. Самый известный экзистенциалист XX века, Жан-Поль Сартр, будучи атеистом, полагал, что отсутствие Бога «обрекает человека на свободу», на существование без предопределённой цели, и каждый человек должен самостоятельно и ответственно выбирать смысл своего существования и свою ценностную систему. К экзистенциалистам относят многих писателей, в чьих произведениях затронута проблематика внутренней пустоты и тревоги человека, в первую очередь Камю, Достоевского, Кафку, Беккета.

#### Семиотика и структурализм
| \| \| \| Собрание сочинений Соссюра |  |
|                                     |  |

Семиотика — это дисциплина, которая выделяет знаки в окружающем мире и изучает их смысл и взаимосвязь. Элементы семиотики содержатся ещё в работах Платона и Аристотеля. Современная семиотика возникла внутри аналитической традиции: она была определена Джоном Локком, а концептуализирована философом Чарльзом Пирсом. Однако, в настоящее время наибольшее развитие получила семиотика континентальной традиции в определении лингвиста Фердинанда де Соссюра, как дисциплина, изучающая роль знаков в общественной жизни. Большая часть современных семиотических исследований ведётся в рамках антропологии и лингвистики. Структуралисты полагали, что, выделяя знаки в первую очередь в языке той или иной культуры, можно выделить крупные и глубокие структуры. Это направление исследований получило название «структурализм», и, в основном, связано с трудами Леви-Стросса, который использовал этот метод в своих антропологических исследованиях.

#### Постструктурализм
Понятие «постструктурализм» главным образом связано с именами французских философов Жака Деррида, Мишеля Фуко, Жиля Делёза, Жана Франсуа Лиотара и Жака Лакана. Название постструктурализм подразумевает критику структурализма, которая наиболее явно выражена в работах Деррида. Философия постструктурализма подразумевает, что провести определительную и исчерпывающую интерпретацию текстов невозможно, а, следовательно, структурная лингвистика и структурная антропология не имеют смысла. Метод деконструкции Деррида демонстрирует выявление стереотипов (апорий) в любом тексте, которые заведомо сказываются на его смысле. Деррида провозглашает радикальный тезис: всё есть дискурс (текст), в который изначально вписана любая философская позиция, а однозначная интерпретация текста практически невозможна. Фуко придерживался менее радикальных взглядов: он сомневался в существовании истинной интерпретации в социальных и гуманитарных науках, то есть считал, что социальные и естественные науки имеют фундаментально разную природу. В развитии гуманитарного знания и общественной жизни он видел смену дискурсов (эпистем), содержащих различные стереотипы, которые временно овладевают мышлением.

#### Философия науки в континентальной традиции
До середины XX века философия науки в континентальной и в аналитической традициях развивалась параллельно. Например, философы обеих традиций считают важным вклад Эдмунда Гуссерля в философию математики. В 1960-е годы с развитием постструктурализма континентальная философия науки стала существенно отличаться от аналитической традиции. В современной континентальной традиции преобладает представление о релятивизме научного знания. Многие континентальные философы интерпретируют смену парадигм как смену дискурсов лишь под влиянием моды, а не как некий процесс, углубляющий познание реальности. Таким образом, в континентальной традиции принято релятивисткое толкование знаменитой книги Куна «Структура научных революций», несмотря на то, что сам Кун возражал против такой интерпретации. Ряд континентальных философов, например, Бруно Латур и Пол Фейерабенд считают научные теории социально сконструированными и не имеющими отношения к познанию реальности. Эта позиция получила название «эпистемологический анархизм».

### Аналитическая философия
В отличие от континентальной философии аналитическая философия определяется не своими течениями и концепциями, а своим подходом и методами. В более широком смысле аналитическую философию определяют как философскую деятельность, осмысленность которой можно обосновать либо строго логически, либо посредством обратной связи с окружающим миром. Например, в рамках аналитической философии имеет смысл обсуждать либо лишь те утверждения, которые можно теоретически проверить эмпирическим путём, либо различные логические следствия таких утверждений. Аналитическая философия, таким образом, приближается к научной деятельности. В таком широком смысле аналитическая философия включает в себя прагматизм и, в некоторых определениях, феноменологию Гуссерля. В более узком смысле аналитическую философию определяют как совокупность методов для достижения вышеописанной цели, выдвинутых в начале XX века Расселом и Муром, которые в первую очередь включают в себя совершенствование математической логики и строгий лингвистический анализ, так называемую «философию обыденного языка».

#### Критика аналитической философии
Аналитическую философию критикуют по трём основаниям: за излишнее сужение методологии, за излишнее сужение предмета и за присущий ей редукционизм. В первом случае объектом критики становится сциентизм, представление о научном мышлении как идеальном и попытки следовать за ним. Во втором случае, ссылаясь на текущую практику аналитической философии, критики обращают внимание на то, что в связи с ограниченностью допустимых методов аналитическая философия де-факто лимитирует своё приложение вопросами эпистемологии, философией науки, философией сознания, философией языка и некоторыми аспектами этики. Метафизические вопросы, вопросы, связанные со смыслом жизни, выпадают из анализа в нынешней аналитической философии. Критика по третьему основанию отмечает, что в рамках аналитической философии, как и в точных науках, все методы сводятся к редукционизму, разделению вопросов на более частные, и, таким образом, не остаётся места для холизма, философии целостности.

#### Прагматизм
Прагматизм — традиция американской философии, связанная главным образом с работами Чарльза Пирса, Уильяма Джеймса и Джона Дьюи. Философия прагматизма отрицает осмысленность метафизики и переопределяет истину в какой-то области знания как временный консенсус между людьми, которые эту область исследуют. Философия прагматизма не занимается поиском истин, а критически анализирует различные концепции на предмет их пригодности и применимости. Философские концепции, таким образом, в рамках прагматизма часто рассматриваются как инструменты, предназначенные для человеческой деятельности. Такой подход называется «инструментализмом». Соответственно, прагматисты часто занимаются очень прикладными вопросами. Например, Джон Дьюи известен своим вкладом в философию образования.

#### Совершенствование логики
Вплоть до конца XIX века логика оставалась неизменной со времён Аристотеля, причём бытовало мнение, что усовершенствовать логику невозможно. Например, Кант утверждал, что логика Аристотеля совершенна. Однако в середине XIX века появились исследования Буля и де Моргана, открывающие перспективы в развитии логики, и на рубеже XIX и XX веков независимо друг от друга немецкий математик Готлоб Фреге и английские философы аналитической традиции Бертран Рассел и Альфред Уайтхед опубликовали исследования, которые легли в основу намного более совершенных и функциональных логических систем: логики предикатов и модальной логики. Эти результаты позволили значительно усовершенствовать аксиоматизацию математики, а также стали отправной точкой для исследований Курта Гёделя, которые завершились его доказательством теоремы о неполноте — по многим оценкам, самого важного результата в области логики со времён Аристотеля. Теорема Гёделя о неполноте накладывает серьёзные ограничения на эпистемологическую систему — и научную, и философскую. Успехи в развитии логики предоставили аналитической философии новые инструменты анализа.

#### Позитивизм
Идея позитивизма, предположения, что все общественные науки, включая философию, будут заменены точными науками, была сформулирована ещё в начале XIX века Огюстом Контом. Сугубо логико-математический подход к аналитической философии достиг своего пика во время встреч Венского кружка, куда входили математики и известные философы, включая Карла Поппера и ученика Рассела, Людвига Витгенштейна. В результате своей деятельности кружок сформулировал доктрину «неопозитивизма» или «логического позитивизма» по отношению к философии, постулируя, что любое утверждение в философии должно удовлетворять критерию проверяемости. Такой подход называется «верификационизмом». Однако после долгих бесплодных попыток применить верификационизм к философии, течение логического позитивизма ослабло. Серьёзные сомнения в эффективности логического позитивизма продемонстрировал в своих работах Уиллард Куайн. Отказался от своей прежней позиции и Витгенштейн.

#### Философия науки в аналитической традиции
Философия науки является одной из самых больших областей исследования в аналитической философии и ярким примером различия в подходах между континентальной и аналитической философией. Аналитическая философия науки в целом пытается ответить на вопросы: «почему научный метод работает?», «как именно он работает?», в то время как континентальная философия науки объясняет, что научный метод не работает. Среди самых известных философов аналитической традиции Томас Кун, который ввёл в обращение термины «научная революция», «парадигма» и «смена парадигм», Карл Поппер, который явно сформулировал критерий фальсифицируемости научных теорий, и Уиллард Куайн, известный своим вкладом в развитие математической логики и более строгой формулировкой принципов эмпиризма. Карл Поппер также применял критерий фальсифицируемости к общественным системам, например, в своей известной книге «Открытое общество и его враги». Многие вопросы в философии науки остаются открытыми и в настоящее время широко обсуждаются в специальной литературе.

#### Философия языка и философия сознания
В рамках первоначальной концептуализации аналитической философии многие философы в первой половине XX века уделили большое внимание философии языка. И Фреге, и Рассела в процессе разработки математической логики занимали вопросы взаимосвязи между смыслом и языковым выражением. Были предприняты попытки редуцировать язык к наипростейшим частицам смысла и привязать их к разработанному логическому аппарату. Большой вклад в развитие философии языка внесли Джон Сёрль, Альфред Тарский и Дональд Дэвидсон, однако превратить лингвистику в точную науку не удалось. Вместо этого были обнаружены основания для скептицизма по поводу осмысленности применения редукции к языкам вообще.
Хотя исследования в области философии языка продолжаются, со второй половины XX века фокус в аналитической традиции сместился в сторону философии сознания. Философия сознания главным образом пытается понять саму природу сознания, и многие нефилософы, включая биологов, психологов, специалистов в области искусственного интеллекта, работают в этом же направлении, каждый в рамках своей парадигмы. С философской точки зрения, главный вопрос, касающийся сознания, связан с оправданностью принципа дуализма, сформулированного Декартом. Большинство людей на Земле верят в этот принцип, в существование материального тела и одновременную нематериальность либо всего человеческого сознания, либо его части, например, «души». В то же время многие исследователи придерживаются теории тождества, полагая, что каждому психическому состоянию соответствует какое-то физическое состояние человеческого мозга. Среди философов, известных своим вкладом в философию сознания, Хилари Патнэм, Роджер Пенроуз, Дэниел Деннет и др.

#### Космизм, трансгуманизм

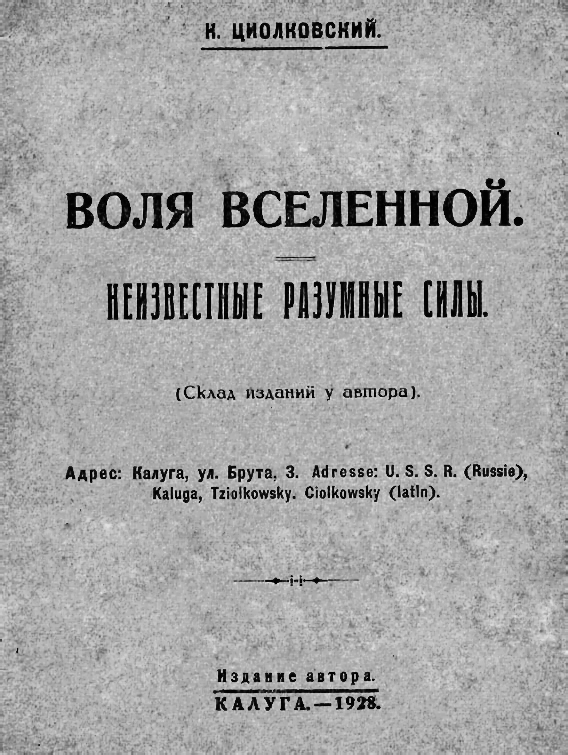
Книга Циолковского с изложением принципов космизма

Космизм, возникший в конце XIX — начале XX вв., обсуждает дальнейшее развитие человечества в контексте освобождения разума от биологических ограничений (то есть обретения бессмертия) и в контексте освобождения человека от вынужденного присутствия на Земле — расселения в космосе. С философской точки зрения, оба контекста увязываются с обобщением теории эволюции: в первом случае человек «метаэволюционирует» — самостоятельно модифицирует себя, превращая в более совершенный биологический или биотехногенный вид, а во втором случае зона действия эволюции дополняется новым, ещё не связанным с земной эволюцией пространством — космосом. В обоих случаях подразумевается переход эволюции в новую, управляемую человеком фазу. Первым сформулировал принципы космизма американский философ Джон Фиске, однако наибольшее развитие космизм сперва получил в России. Космизм в России в первую очередь связан с именами В. И. Вернадского, К. Э. Циолковского, Н. Ф. Фёдорова, А. Л. Чижевского и др.
Со второй половины XX века космизм в мире обычно обсуждается под именем «трансгуманизма». Трансгуманизм ставит те же задачи, что и космизм, однако наибольший акцент делает на трансформации самого человека. В контексте новых технологий, связанных с развитием биологических наук и искусственного интеллекта, современное обсуждение трансгуманизма становится насущнее. Космизм и трансгуманизм подразумевают пользу научно-технического прогресса и сциентизм, ожидают триумфа науки над самым главным препятствием человека — его смертностью. Философия космизма и трансгуманизма продолжает формироваться, взгляды на идеологию космизма в континентальной Европе неоднозначны. Трансгуманизм критикуется в связи с непредсказуемыми социальными последствиями, его конечный продукт связывается со сверхчеловеком Ницше. Срединная позиция декларирует трансгуманизм потенциально «очень опасным процессом», однако «наилучшим из возможных» и, вероятно, неизбежным.

## Философия в России
Под «русской философией» может подразумеваться как особенная национальная философия, развивающаяся в пределах русской культуры, так и совокупность деятельности различных философов, проживавших на территории России, а в историческом контексте — на территории всей Российской империи и СССР. Здесь вопрос рассматривается во втором, наиболее широком понимании.
Собственно философская деятельность начинается в России с середины XVIII века. До реформ Петра I Российское государство было отделено как от наследия античной философии, так и от наследия западной философии. Весь период русской истории до середины XVIII века иногда называют «прологом к русской философии». В XVIII веке, начиная с Киево-могилянской академии, в Россию проникает наследие мировой философии, и среди выпускников академии — первые российские философы: Феофан Прокопович и Григорий Сковорода. Быстро развиваясь, к XIX веку философия в России расцветает и формирует самостоятельные философские течения. Середина XIX века считается «золотым веком русской философии», а конец XIX — начало XX века — «серебряным веком русской философии».
Первой характерной особенностью философии в России является относительно позднее её становление, которое произошло уже не относительно античной философии, как в Европе, а по отношению к западной философии. Философия проникает в Россию параллельно с идеями секуляризации, характерными для философии Нового времени, и быстро порождает разделение русских философов на два лагеря: «западников», разделяющих эти идеи, и «славянофилов», которые призывают придерживаться самобытных русских, в первую очередь православных, традиций. Это разделение было характерно для всего XIX века, причём государство принимало участие в этом противостоянии, цензурируя «крамольные мысли» и ссылая неугодных философов в Сибирь. К западникам, например, относились П. Я. Чаадаев, М. А. Бакунин, А. И. Герцен, Н. Г. Чернышевский, В. Г. Белинский, Н. В. Станкевич, Т. Н. Грановский, Н. П. Огарёв, В. П. Боткин, Е. Ф. Корш, а к славянофилам — А. С. Хомяков, И. В. Киреевский, В. С. Соловьёв, К. С. Аксаков, Ю. Ф. Самарин.
Второй характерной особенностью философии в России является её антропоцентричность. В творчестве философов России — тема человека, его судьбы и свободы, его смысла жизни. Вопросы свободы человека имели особую актуальность в условиях российского самодержавия XVIII—XIX вв. Поэтому в российской философии этика, политическая философия, философия истории, философия религии значительно преобладают над исследованиями в области метафизики, эпистемологии и др. В этом смысле философия в России — как реалистичная, так и утопическая — всегда прагматична и часто увязана с намерениями изменить мир. Отсюда и неслучайно преобладание в российском философском дискурсе теорий, близких к социальной практике, таких как, например, марксизм или анархизм.
К концу XIX — началу XX века философы России делают заметный во всём мире вклад в различные философские течения. В первую очередь это относится к анархизму (М. А. Бакунин, П. А. Кропоткин), марксизму (Г. В. Плеханов) и космизму (В. И. Вернадский, К. Э. Циолковский, Н. Ф. Фёдоров). В 1918—1922 гг. значительная часть русских философов переезжает в Крым, где становятся преподавателями Таврического университета. В 30-е годы XX века с догматизацией «научного коммунизма» развитие философии в России (в СССР) прекращается, а многие философы были убиты или заключены в тюремные лагеря. Хотя «хрущёвская оттепель» принесла некоторое ослабление цензуры и дала возможность состояться таким философам как М. К. Мамардашвили и Э. В. Ильенкову, нормальное развитие философии в России не возобновляется до распада СССР. В настоящее время преподавание философии в России или публикация различных философских взглядов государством не ограничивается.

## Философия и общество
В обыденной жизни отношение к философам и к философии не всегда позитивно, а понимание предмета философии содержит множество ложных представлений. Например, слово «философствовать» в русском языке имеет выраженный негативный оттенок: «мудрёно и беспочвенно рассуждать». Вместе с этим влияние философии на общество трудно переоценить.
С одной стороны, изучение философии оказывает благоприятное влияние на человека, способствует формированию ориентации на истину и доброту. Знание философии спасает человека от «узких рамок обыденного мышления», помогает найти общий язык с другими людьми. По некоторым показателям изучение философии развивает мышление лучше всех остальных предметов. Например, исследование известного английского журнала «The Economist» показало, что студенты-бакалавры, оканчивающие именно философские факультеты, лидируют по средним баллам на стандартных вступительных тестах для специализированных высших медицинских школ, школ права и бизнес-школ.
С другой стороны, философия оказывает большое влияние на человеческие общества. Например, философские концепции Конфуция и Лао-цзы на тысячелетия предопределили развитие Китая. Войны и революции начинаются не с оружия, а с философии. Например, распространение философии марксизма привело к революции в России в 1917 году, философия французского просвещения привела к Великой французской революции и на этой же философии были основаны Соединённые Штаты Америки.
В честь философии был назван астероид (227) Философия, открытый 12 августа 1882 года французскими астрономами Полем и Проспером Анри.

## Комментарии
1. ↑  Существуют несколько совершенно различных причин, почему философию иногда называют «наукой». Во-первых, некоторые философы самостоятельно называли свои философские теории «наукой», тем самым подчёркивая их точность или важность. Например, Гуссерль так называл свою феноменологию. Тем не менее в ретроспективе её статус как науки не получил общего признания. (См. Moore, Bruder, 2005, pp. 174—175; Singer, 2001, pp. 87—88) Во-вторых, могут быть политические причины для придания наиболее выгодному философскому течению более «высокого статуса» обоснованной науки. В-третьих, в некоторых направлениях философии, в особенности в аналитической философии, например в рамках логического позитивизма, существует мнение, что философия должна со временем развиться в точную науку. Наконец, в-четвёртых, определённые части философии, например логика, обладают всеми признаками науки. (См. Алексеев, Панин, 2005, Глава IV, §1 и §6)
2. ↑  Например, в древнеиндийской философии такой трёхчленный силлогизм выделен не был➤.
3. ↑  «The safest general characterization of the European philosophical tradition is that it consists of a series of footnotes to Plato.» — Alfred North Whitehead. Process and reality: an essay in cosmology. — 2nd edition. — New York: Free Press, 1978. — С. 39. — 413 с. — ISBN 0029345804.
4. ↑  Аристотель читал лекции своим ученикам, прогуливаясь вместе с ними на улице. Слово «перипате́тики» происходит от др.-греч. περιπατέω — «прогуливаться».
5. ↑  Согласно одному из мнений индийским вариантом слова «философия» является термин «дарша́на» (санскр. दर्शन, «ви́денье») См. Oxford, 2005, p. 428. Согласно альтернативному мнению по этому поводу таким термином является «анвикшики» (IAST: ānvīkṣikī, «исследование») См. Шохин, 2004, с. 241, 251—254.
6. ↑  Этот пассаж Рассела отсутствует в большинстве русских переводов его книги, так как был изъят ещё советской цензурой. См. оригинальный текст, например, в издании: Bertrand Russell. The History of Western Philosophy. — New York: Simon & Schuster Inc., 1972. — С. 642—643. — 896 с. — ISBN 0-671-20158-1..
7. ↑  Маркс, однако, возражал против силового захвата власти, как это произошло в России. Он полагал, что революция произойдёт естественным путём. (Singer, 2001, p. 79)
8. ↑  В ответ на различные релятивистские интерпретации его книги, которые обсуждались и критиковались в 1960-е годы, Кун добавил постскриптум ко второму изданию своей книги, в котором явно открестился от приписываемого ему релятивизма и назвал себя «сторонником научно-технического прогресса». (См. Thomas S. Kuhn. The Structure of Scientific Revolutions. — 3rd edition. — Chicago: University of Chicago Press, 1996. — С. 206. — 212 с. — ISBN 0-226-45808-3., а также Problems in the philosophy of science. International Colloquium in the Philosophy of Science (1965, Bedford College) / Imre Lakatos, Alan Musgrave. — Amsterdam: North-Holland Pub. Co., 1968. — С. 231. — 448 с.)
9. ↑  Но тем не менее наукой не являющейся, например, в связи с тем, что постоянно занимает метапозицию по отношению к себе. Кроме этого, лишь течение логического позитивизма в рамках аналитической философии предлагало использовать исключительно научный метод в философии. (См. Алексеев, Панин, 2005, Главы IV и XII, а также Moore, Bruder, 2005, pp. 218—219)

### Справочная литература
На русском языке
- Философия / Спиркин А.Г. // Ульяновск — Франкфорт. — М. : Советская энциклопедия, 1977. — С. 412—417. — (Большая советская энциклопедия : [в 30 т.] / гл. ред.  А. М. Прохоров ; 1969—1978, т. 27).
- Е.Губский, Г.Кораблева, В.Лутченко. Философский энциклопедический словарь. — Москва: Инфра-М, 2005. — 576 с. — 10 000 экз. — ISBN 5-86225-403-X.
- Александр Грицанов. Новейший философский словарь. — Минск: Скакун, 1999. — 896 с. — 10 000 экз. — ISBN 985-6235-17-0.

На иностранных языках
- Robert Audi. Philosophy // Donald M. Borchert Encyclopedia of Philosophy. — Thomson & Gale, 2006. — Т. 7. — С. 325—337. — ISBN 0-02-865787-X.
- The Oxford companion to philosophy / Ted Honderich. — New Edition. — Oxford University Press, 2005. — 1060 с. — ISBN 0–19–926479–1.

### Вводная литература
На русском языке
- Алексеев П. В., Панин А. В. Философия. — 3-е издание. — Москва: Проспект, 2005. — 604 с. — 5000 экз. — ISBN 5-482-00002-8.
- Ильенков Э. В., Коровиков В. И. Тезисы к вопросу о взимосвязи философии и знаний о природе и обществе в процессе их исторического развития. // Ильенков Э. В. Собрание сочинений. Т. 1. — М: Канон плюс, 2019. — С. 354—363. — ISBN 978-5-88373-579-9
- Колесников А. С. Исторические типы философии // Ю.Н. Солонин и др. Основы современной философии. — Санкт-Петербург: Лань, 1999. — С. 20—110. — ISBN 5-8114-0100-0.
- Мареев С. Н., Мареева Е. В. История философии. Общий курс. — М.: Академический проект, 2003. — 874 с. ISBN 5-8291-0287-0
- Рассел Б. История западной философии = The History of Western Philosophy. — Москва: Миф, 1993. — Т. I. — 512 с. — 10 000 экз. — ISBN 5-87214-012-6.
- Рассел Б. История западной философии = The History of Western Philosophy. — Москва: Миф, 1993. — Т. II. — 446 с. — 10 000 экз. — ISBN 5-87214-012-6.
- Росенко М. Н. Предмет философии. Антропоцентризм как мировоззренческий и методологический принцип современной философии. // Солонин Ю. Н. и др. Основы современной философии. — Санкт-Петербург: Лань, 1999. — С. 3—19. — ISBN 5-8114-0100-0.
- Сычев А. А. Основы философии. — Москва: Альфа М, 2010. — 368 с. — 1500 экз. — ISBN 978-5-98281-181-3.
- Фролов И. Т. и др. Введение в философию: Учеб. пособие для вузов. — 3-е изд., перераб. и доп.. — М.: Республика. — 623 с. — ISBN 5-250-01868-8.

На иностранных языках
- Brooke Noel Moore, Kenneth Bruder. Philosophy. The Power of Ideas. — 6th edition. — Mc Graw Hill, 2005. — 600 с. — ISBN 0-07-287603-4.
- Edward Craig. Philosophy // Nigel Warburton Philosophy. Basic Readings.. — Routledge, 2005. — С. 5—10. — ISBN 0-203-50642-1.
- Rodolphe Gasché. The Honor of Thinking: Critique, Theory, Philosophy. — 1st edition. — Stanford University Press, 2006. — 424 с. — ISBN 0804754233.
- Richard H. Popkin. Origins of Western Philosophic Thinking // Richard H. Popkin The Columbia History of Western Philosophy. — New York: Columbia University Press, 1999. — С. 1—5. — ISBN 0-231-10128-7.

### Тематическая литература по философским школам

#### Ранняя греческая философия
- А.И. Зайцев. Софисты // В.С. Стёпин Новая философская энциклопедия : в 4 т. — Москва: Мысль, 2010. — Т. 4. — ISBN 978-5-244-01115-9.
- Catherine Osborne. Presocratic Philosophy. A Very Short Introduction. — Oxford University Press, 2004. — 146 с. — ISBN 0-19-284094-0.
- Thomas M. Robinson. The Pre-Socratic Philosophers // Richard H. Popkin The Columbia History of Western Philosophy. — New York: Columbia University Press, 1999. — С. 6—20. — ISBN 0-231-10128-7.
- Thomas M. Robinson. The Sophists // Richard H. Popkin The Columbia History of Western Philosophy. — New York: Columbia University Press, 1999. — С. 20—23. — ISBN 0-231-10128-7.

#### Греческая классическая философия
- В.Ф. Асмус. Платон. — Москва: Мысль, 1975. — 220 с. — (Мыслители прошлого). — 50 000 экз.
- А.Ф. Лосев, А.А. Тахо-Годи. Платон. Аристотель.. — 3-е издание. — Москва: Молодая Гвардия, 2005. — 392 с. — (Жизниь замечательных людей). — 5000 экз. — ISBN 5-235-02830-9.
- А.Ф. Лосев. Жизненный и творческий путь Платона // Платон. Собрание сочинений в четырёх томах. — Москва: Мысль, 1994. — Т. 1. — С. 3—63. — ISBN 5-244-00451-4.

#### Древнеиндийская философия
- В.К. Шохин. Индийская философия // В.С. Стёпин Новая философская энциклопедия : в 4 т. — Москва: Мысль, 2010. — Т. 2. — ISBN 978-5-244-01115-9.
- Д.Б. Зильберман, А.М. Пятигорский. Философия [в Индии] // Большая советская энциклопедия. — Москва: Советская энциклопедия, 1972. — Т. 10. — С. 221—223.
- Sue Hamilton. Indian Philosophy: A Very Short Introduction. — Oxford University Press, 2001. — 168 с. — ISBN 0192853740.
- Karl Potter. Indian Philosophy // Donald M. Borchert Encyclopedia of Philosophy. — Thomson & Gale, 2006. — Т. 4. — С. 623—634. — ISBN 0-02-865784-5.
- В.К. Шохин. Индийская философия. Шраманский период. — Санкт-Петербург: Издательство Санкт-Петербургского университета, 2007. — 424 с. — 1000 экз. — ISBN 978-5-288-04085-6.
- В.К. Шохин. Школы индийской философии. Период формирования. — Москва: Восточная литература, 2004. — 416 с. — (История восточной философии). — 1200 экз. — ISBN 5-02-018390-3.

#### Древнекитайская философия
- В.Г. Бурова, М.Л. Титаренко. Философия Древнего Китая // Древнекитайская философия : в 2х т.. — Москва: Мысль, 1972. — Т. 1. — С. 5—77.
- А.И. Кобзев. Китайская философия // В.С. Стёпин Новая философская энциклопедия : в 4 т. — Москва: Мысль, 2010. — Т. 2. — ISBN 978-5-244-01115-9.
- Livia Kohn. Daoism Handbook. — Boston: Brill Academic Publishers, 2000. — 954 с. — (Handbook of Oriental Studies / Handbuch der Orientalisk). — ISBN 90-04-11208-1.
- Wing-Tsit Chan. Chinese Philosophy: Overview // Donald M. Borchert Encyclopedia of Philosophy. — Thomson & Gale, 2006. — Т. 2. — С. 149—160. — ISBN 0-02-865782-9.
- Kwong-loi Shun. Chinese Philosophy: Confucianism // Donald M. Borchert Encyclopedia of Philosophy. — Thomson & Gale, 2006. — Т. 2. — С. 170—180. — ISBN 0-02-865782-9.
- Chad Hansen. Chinese Philosophy: Daoism // Donald M. Borchert Encyclopedia of Philosophy. — Thomson & Gale, 2006. — Т. 2. — С. 184—194. — ISBN 0-02-865782-9.
- Bo Mou. Chinese Philosophy: Language and Logic // Donald M. Borchert Encyclopedia of Philosophy. — Thomson & Gale, 2006. — Т. 2. — С. 202—215. — ISBN 0-02-865782-9.

#### Средневековая философия Европы
- Чанышев А.Н. Курс лекций по древней и средневековой философии. — Москва: Высшая школа, 1991. — 512 с. — 100 000 экз. — ISBN 5-06-000992-0.
- Соколов В.В. Средневековая философия. — Москва: Высшая школа, 1979. — 448 с. — 40 000 экз.
- С.С.Неретина. Средневековая европейская философия // В.С. Стёпин Новая философская энциклопедия : в 4 т. — Москва: Мысль, 2010. — Т. 4. — ISBN 978-5-244-01115-9.
- Desmond Paul Henry. Medieval and Early Christian Philosophy // Donald M. Borchert Encyclopedia of Philosophy. — Thomson & Gale, 2006. — Т. 6. — С. 99—107. — ISBN 0-02-865786-1.
- Г.А.Смирнов. Оккам // В.С. Стёпин Новая философская энциклопедия : в 4 т. — Москва: Мысль, 2010. — ISBN 978-5-244-01115-9.

#### Средневековая философия Ближнего Востока
- Е.А. Фролова. История арабо-мусульманской философии: Средние века и современность. — Москва: Институт философии РАН, 2006. — 199 с. — 500 экз. — ISBN 5-9540-0057-3.
- Kecia Ali, Oliver Leaman. Islam: the key concepts. — New York: Routledge, 2007. — 2000 с. — ISBN 0415396387.
- Е.А. Фролова. Арабо-исламская философия в средние века // М.Т. Степанянц История восточной философии. — Москва: Институт философии РАН, 1998. — С. 72—101. — ISBN 5-201-01993-5.
- Колетт Сират. История средневековой еврейской философии = A History оf Jewish Philosophy in the Middle Ages. — Москва: Мосты культуры, 2003. — 712 с. — (Bibliotheca judaica. Современные исследования). — 2000 экз. — ISBN 5-93273-101-X.

#### Средневековая философия Индии и Дальнего Востока
- Г.А. Ткаченко. Средневековая философия Китая // М.Т. Степанянц История восточной философии. — Москва: Институт философии РАН, 1998. — С. 49—71. — ISBN 5-201-01993-5.
- В.К. Шохин. Средневековая философия Индии // М.Т. Степанянц История восточной философии. — Москва: Институт философии РАН, 1998. — С. 21—48. — ISBN 5-201-01993-5.

#### Философия Возрождения
- В. Шестаков. Философия и культура эпохи Возрождения. Рассвет Европы. — Санкт-Петербург: Нестор-История, 2007. — 270 с. — 2000 экз. — ISBN 978-5-59818-7240-2.
- А.Х. Горфункель. Философия эпохи Возрождения. — Москва: Высшая школа, 1980. — 368 с. — 50 000 экз.

#### Философия Нового времени
- Karl Ameriks. Immanuel Kant // Richard H. Popkin The Columbia History of Western Philosophy. — New York: Columbia University Press, 1999. — С. 494—502. — ISBN 0-231-10128-7.
- Richard H. Popkin. The French Enlightment // Richard H. Popkin The Columbia History of Western Philosophy. — New York: Columbia University Press, 1999. — С. 462—471. — ISBN 0-231-10128-7.
- Harry M. Bracken. George Berkeley // Richard H. Popkin The Columbia History of Western Philosophy. — New York: Columbia University Press, 1999. — С. 445—452. — ISBN 0-231-10128-7.
- Yuen-Ting Lai. China and Western Philosophy in the Age of Reason // Richard H. Popkin The Columbia History of Western Philosophy. — New York: Columbia University Press, 1999. — С. 412—421. — ISBN 0-231-10128-7.

#### Континентальная философия
- Simon Critchley. Continental Philosophy: A Very Short Introduction. — Oxford University Press, 2001. — 168 с. — ISBN 0-19-285359-7.
- Charles E. Scott. Continental Philosophy at the Turn of the Twenty-First Century // Richard H. Popkin The Columbia History of Western Philosophy. — New York: Columbia University Press, 1999. — С. 745—753. — ISBN 0-231-10128-7.
- Thomas Nenon. Continental Philosophy // Donald M. Borchert Encyclopedia of Philosophy. — Thomson & Gale, 2006. — Т. 2. — С. 488—489. — ISBN 0-02-865782-9.
- The Columbia History of Twentieth-Century French Thought / Lawrence D. Kritzman, Brian J. Reilly. — New York: Columbia University Press, 2006. — 788 с. — ISBN 978-0-231-10791-4.
- Peter Singer. Marx: A Very Short Introduction. — Oxford University Press, 2001. — 120 с. — ISBN 0–19–285405–4.
- Franz Peter Hugdahl. Poststructuralism: Derrida and Foucault // Richard H. Popkin The Columbia History of Western Philosophy. — New York: Columbia University Press, 1999. — С. 737—744. — ISBN 0-231-10128-7.
- Алан Сокал, Жан Брикмон. Интеллектуальные уловки. Критика философии постмодерна = Fashionable Nonsense. Postmodern Intellectuals' Abuse of Science. — Москва: Дом интеллектуальной книги, 2002. — 248 с. — 1000 экз. — ISBN 5-7333-0200-3.
- Н.В.Мотрошилова. Феноменология // В.С. Стёпин Новая философская энциклопедия : в 4 т. — Москва: Мысль, 2010. — Т. 4. — ISBN 978-5-244-01115-9.
- В.П.Визгин, В.Φ.Пустарнаков, Э.Ю.Соловьёв. Нигилизм // В.С. Стёпин Новая философская энциклопедия : в 4 т. — Москва: Мысль, 2010. — Т. 2. — ISBN 978-5-244-01115-9.
- Joseph J. Kockelmans. Continental Philosophy of Science // Richard H. Popkin The Columbia History of Western Philosophy. — New York: Columbia University Press, 1999. — С. 691—698. — ISBN 0-231-10128-7.
- Paul Feyerabend. Against Method. — 4th edition. — Verso, 2010. — 296 с. — ISBN 978-1-84467-442-8.
- Bruno Latour. Pandora's Hope. Essays on the Reality of Science Studies. — Harvard University Press, 1999. — 324 с. — ISBN 0-674-65336-X.

#### Аналитическая философия
- М.С. Козлова. Аналитическая философия // В.С. Стёпин Новая философская энциклопедия : в 4 т. — Москва: Мысль, 2010. — Т. 1. — ISBN 978-5-244-01115-9.
- Грязнов А.Ф. Аналитическая философия: становление и развитие // Грязнов А.Ф. Аналитическая философия: становление и развитие. — Москва: Дом интеллектуальной книги, 1998. — С. 5—16.
- A.P. Martinich. Introduction to Analytic Philosophy // A.P. Martinich, David Sosa A companion to analytic philosophy. — Blackwell, 2001. — С. 1—6. — ISBN 0-631-21415-1.
- Dagfinn Føllesdal. Analytic Philosophy: What is it and why should one engage in it? // Hans-Johann Glock Rise of Analytic Philosophy. — Wiley-Blackwell, 1999. — С. 1—16. — ISBN 0-631-20086-X.
- Avrum Stroll. Twentieth-Century Analytic Philosophy // Richard H. Popkin The Columbia History of Western Philosophy. — New York: Columbia University Press, 1999. — С. 604—666. — ISBN 0-231-10128-7.
- Scott Soames. Philosophical Analysis // Donald M. Borchert Encyclopedia of Philosophy. — Thomson & Gale, 2006. — Т. 1. — С. 144—157. — ISBN 0-02-865781-0.
- Auguste Comte. A General View of Positivism. — New York: Robert Speller & Sons, 1957. — 446 с.

#### Философия трансгуманизма и космизма
- Nick Bostrom. A History of Transhumanist Thought // Journal of Evolution and Technology. — Institute for Ethics & Emerging Technologies, 2005. — Т. 14, № 1. — ISSN 1541-0099.
- Francis Fukuyama. Transhumanism // Foreign Policy. — Washington, 2004. — № September 1. — ISSN 0015-7228.
- Stefan Lorenz Sorgner. Nietzsche, the Overhuman, and Transhumanism // Journal of Evolution and Technology. — Institute for Ethics & Emerging Technologies, 2009. — Т. 20, № 1. — С. 29—42. — ISSN 1541-0099.
- Philippe Verdoux. Transhumanism, Progress and the Future // Journal of Evolution and Technology. — Institute for Ethics & Emerging Technologies, 2009. — Т. 20, № 2. — С. 49—69. — ISSN 1541-0099.
- Dmitry Shlapentokh. Cosmism in European Thought. Humanity Without Future in Cosmos // Journal of Philosophical Research. — 2001. — Т. 26. — С. 497—546. — ISSN 1053-8364. — doi:10.5840/jpr_2001_13.
- Ф.И. Гиренок. Космизм // В.С. Стёпин Новая философская энциклопедия : в 4 т. — Москва: Мысль, 2010. — ISBN 978-5-244-01115-9.
- Leonid Vasilenko. Космизм и эволюционизм в русской религиозно-философской традиции. = Cosmism and Evolutionism in the Russian Religious-Philosophical Tradition // Wendy Helleman The Russian Idea: In Search of a New Identity. — Bloomington: Slavica, 2004. — С. 151—163. — ISBN 0-89357-314-0.
- Zilya Habibullina. Sociocultural Potential of Russian Cosmism. // Proceedings of the XXII World Congress of Philosophy. Social and Political Philosophy. — 2008. — Т. 50. — С. 221—223.
- James T. Andrews. Red Cosmos: K. E. Tsiolkovskii, Grandfather of Soviet Rocketry. — Texas A&M University Press, 2009. — 168 с. — ISBN 1603441689.

#### Русская философия
- История русской философии / М. А. Маслин. — Москва: Республика, 2001. — 639 с. — 5000 экз. — ISBN 5-250-01811-4.
- Лосский Н. О. История русской философии = History of Russian philosophy. — Москва: Советский писатель, 1991. — 480 с. — 50 000 экз. — ISBN 5-265-02255-4.
- Зеньковский В. В. История русской философии. — Академический Проект. — Москва, 2001. — 880 с. — 6000 экз. — ISBN 5-8291-0127-0.
- Vladimir L. Marchenkov. Русская философия = Russian Philosophy // Donald M. Borchert Encyclopedia of Philosophy. — Thomson & Gale, 2006. — Т. 8. — С. 564—579. — ISBN 0-02-865788-8.
- Пущаев Ю. В. М. К. Мамардашвили. Опыт физической метафизики // Вопросы философии. — Москва, 2010. — № 3. — С. 183—185. — ISSN 0042-8744.